# 2009 dans l'Union européenne
Cette page concerne l'année 2009 du calendrier grégorien.

Chronologie de l’Union européenne
- 2005
- 2006
- 2007
- 2008
- 2009
- 2010
- 2011
- 2012
- 2013

Chronologie de l’Europe
- 2005
- 2006
- 2007
- 2008
- 2009
- 2010
- 2011
- 2012
- 2013

2007 par pays en Europe - 2008 par pays en Europe - 2009 par pays en Europe - 2010 par pays en Europe - 2011 par pays en Europe

## Chronologie

### Janvier 2009
- Jeudi 1er janvier 2009 : 
  - Introduction de l'euro en remplacement de la couronne slovaque, devenant le 16e pays de l'Union européenne à l'adopter. Selon l'Association des banques slovaques, le système bancaire est passé à l'euro sans rencontrer de problèmes : « Le passage à l'euro dans le système bancaire a été un succès. Tout s'est passé conformément aux plans ». Selon la Commission européenne : « Le changement se poursuit en continu, près de la moitié des citoyens interrogés avaient déjà majoritairement l'euro dans leurs porte-monnaie samedi soir […] Les commerçants s'en sortent bien aussi grâce au fait que les gens ne rentrent que lentement de vacances ».

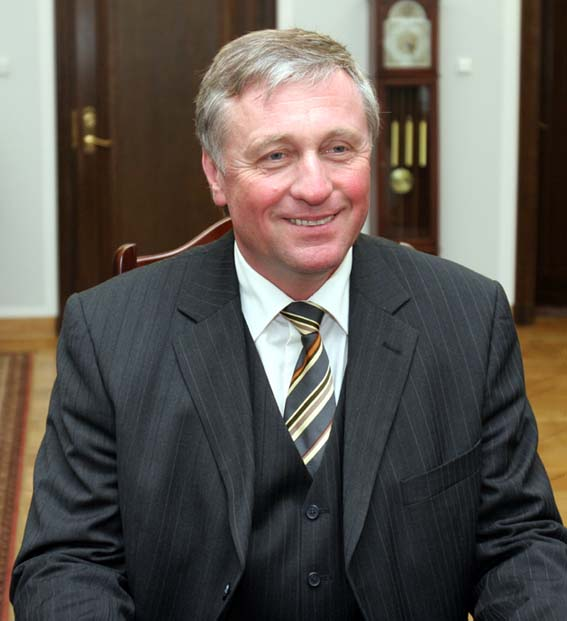
Mirek Topolánek
(2007)

- - La République tchèque prend pour six mois la présidence de l'Union européenne après la France. La présidence tchèque et son premier ministre Mirek Topolanek sont confrontés à deux crises majeures : l'offensive engagée par Israël contre le Hamas et le contentieux énergétique entre la Russie et l'Ukraine[1].
- Samedi 3 janvier 2009 : 
  - Conflit gazier : La présidence ukrainienne pour la sécurité énergétique a mis en garde l'Europe contre des problèmes d'approvisionnement en gaz, à la suite du conflit qui l'oppose à la Russie sur cette question : « Si la partie russe ne livre pas plus de gaz qu'actuellement, dans environ dix jours, il peut y avoir des problèmes technologiques très graves […] Si le gazoduc ukrainien ne reçoit pas les volumes de gaz, la pression dans les tuyaux va baisser. Par conséquent, automatiquement, indépendamment du personnel, il y aura des interruptions. Le système sera obligé de s'arrêter pour faire revenir la pression »[2]. Dès vendredi la chute des approvisionnements a été de 6 % en Pologne, de 30 % en Roumanie et de 10 % en Bulgarie. Globalement, samedi, 80 % des livraisons ont été assurés. L'Ukraine dispose de 17 milliards de m3 soit 65 jours de consommation hivernale. L'Allemagne, la Suisse, la Grèce, l'Italie et la France disposent de réserves importantes[3]. Les autres sources d'approvisionnement sont assurées — Norvège, Grande-Bretagne, Algérie...

- Dimanche 4 janvier 2009 : 

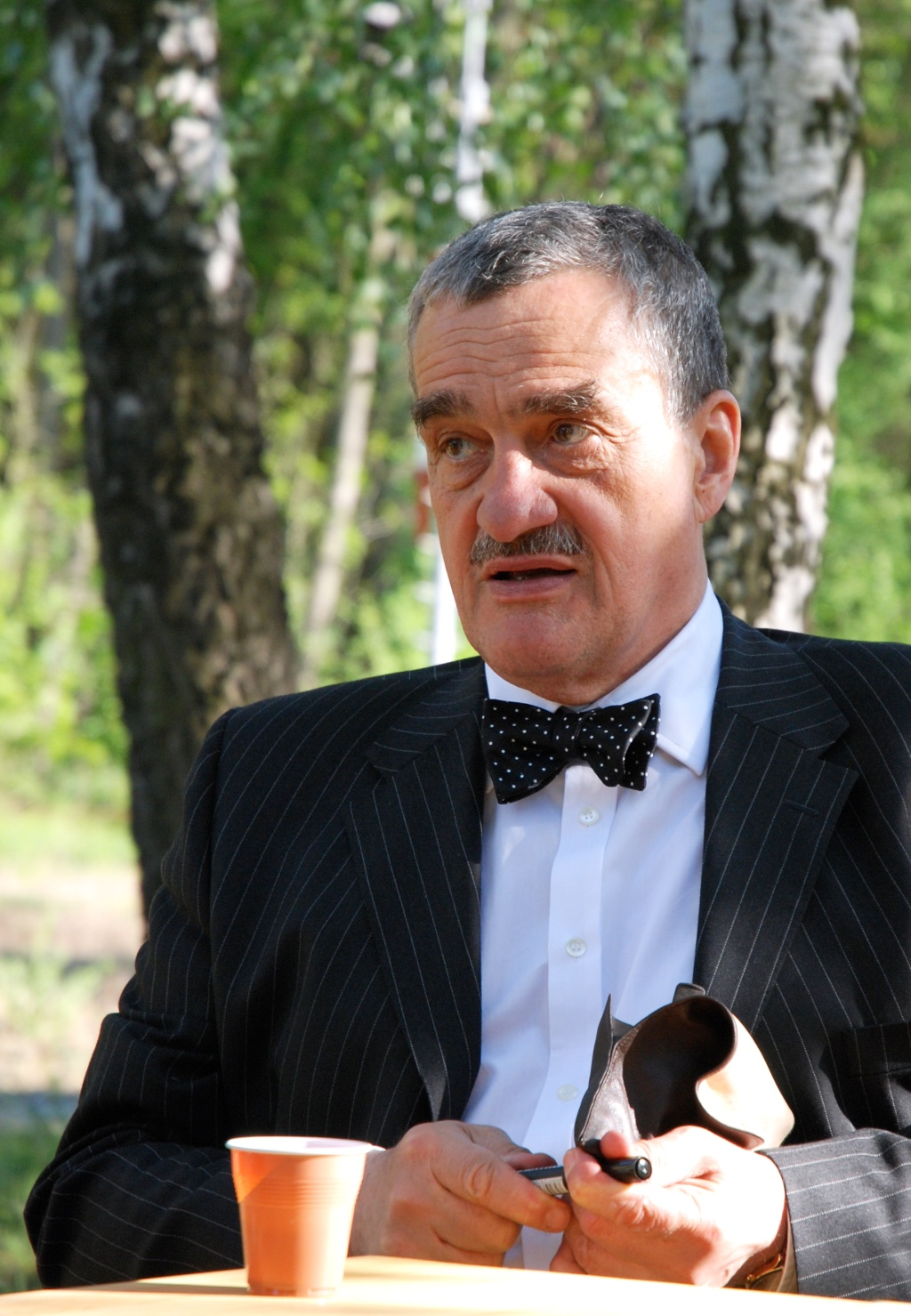
Karel Schwarzenberg
(mai 2007)

  - Conflit gazier : En réponse à la Russie qui appelle l'Union européenne à surveiller le transit de gaz russe à travers l'Ukraine, la Commission européenne estime que les deux pays « doivent assurer que le gaz acheté par l'Europe arrive en Europe et c'est cela que nous surveillons […] c'est un problème bilatéral et c'est aux deux parties de le résoudre ». La baisse de livraison de gaz se maintient à 30 % pour la Roumanie selon la compagnie Transgaz et ce au moins jusqu'au 11 janvier.
  - Le porte-parole de la présidence tchèque de l'Union européenne, Jiri Frantisek Potuznik, présente ses excuses pour avoir qualifié l'opération terrestre israélienne à Gaza de « défensive plus qu'offensive ». Le chef de la diplomatie tchèque Karel Schwarzenberg avait auparavant qualifié cette expression de « très grave erreur » et d'« erreur personnelle » précisant cependant que « Même le droit indéniable d'un État à se défendre lui-même n'autorise pas des actions qui affectent massivement les civils ».
- Lundi 5 janvier 2009 : Le vice-président de la Banque centrale européenne, Lucas Papademos, déclare qu'il n'y a pas de risque de déflation en zone euro, ce qui n'exclut pas de nouvelles baisses de taux si la conjoncture devait encore se dégrader : l'inflation devrait nettement reculer vers le milieu de l'an prochain en particulier grâce à une baisse des prix des produits pétroliers. Fin 2009, l'inflation « devrait vraisemblablement de nouveau augmenter et rester alors à un niveau qui s'accorde avec la stabilité des prix […] Les évolutions des prix ne présentent par conséquent aucun risque de déflation ».
- Mardi 6 janvier 2009, Conflit gazier : Conséquence de la pénurie de gaz pays par pays sur Le Monde.fr : La pénurie de gaz, pays par pays.

- Mercredi 7 janvier 2009 : 
  - Conflit gazier : 

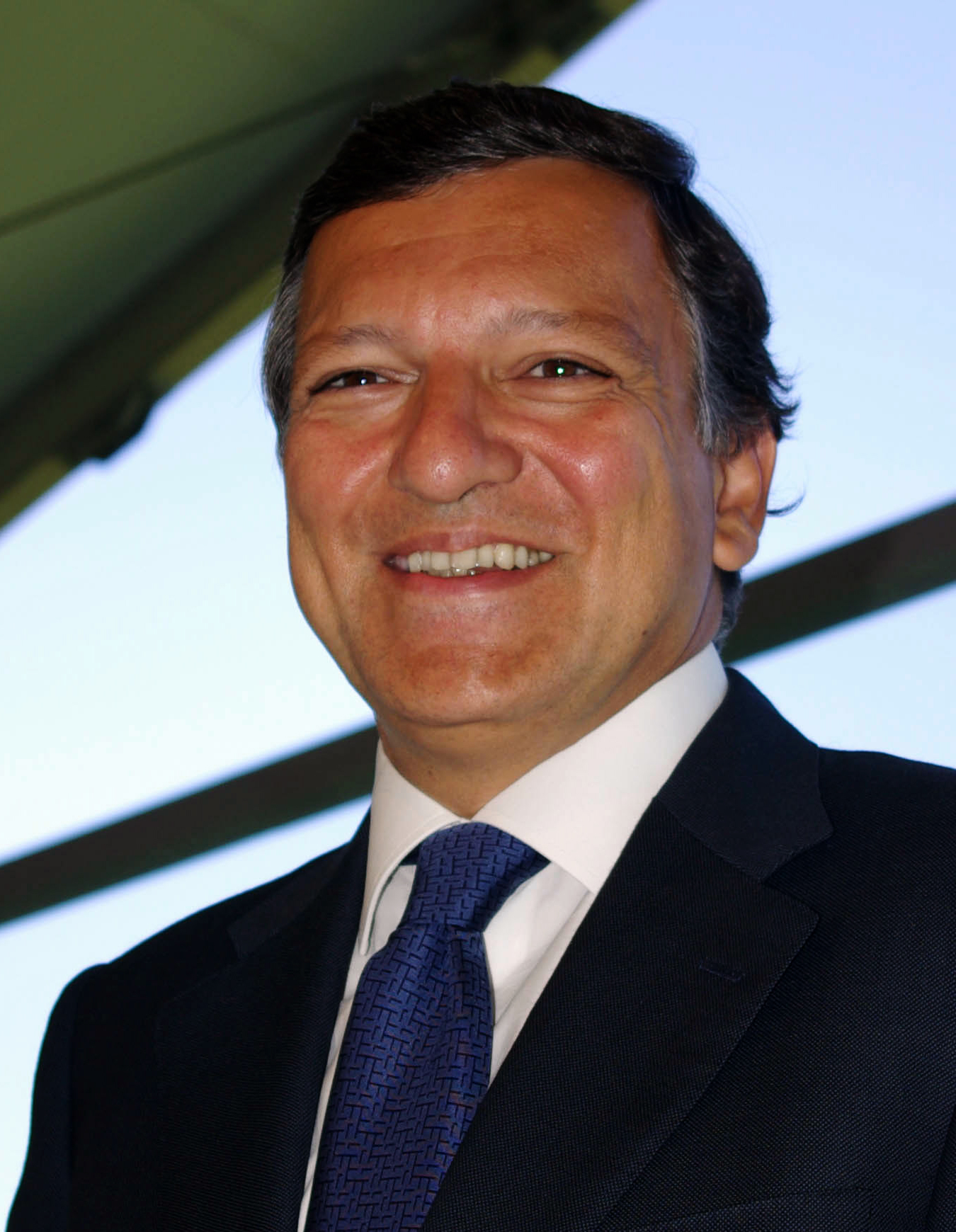
José Manuel Durão Barroso
(août 2007)

    - L'Union européenne appelle « une solution urgente » au contentieux gazier russo-ukrainien et demande une « reprise immédiate » de toutes les livraisons à l'Europe. Le président de la Commission européenne José Manuel Barroso s'est mis d'accord avec le Premier ministre ukrainien Ioulia Tymochenko pour envoyer « d'urgence » des observateurs européens surveiller le transit de gaz russe vers l'Europe via l'Ukraine.
    - L'Agence internationale de l'énergie juge l'interruption des livraisons de gaz vers l'Europe « totalement inacceptable » et appelle la compagnie russe Gazprom et ukrainienne Naftogaz à les reprendre d'urgence.
- Jeudi 8 janvier 2009 : 
  - Conflit gazier :
    - Rencontre à Bruxelles de tous les protagonistes du conflit gazier russo-ukrainien. Selon le commissaire européen à l'énergie, Andris Piebalgs, les Russes ont refusé de signer un accord prévoyant le déploiement d'observateurs européens dans les deux pays, car ils veulent que soit aussi déployés en Ukraine des observateurs russes avec les observateurs européens.
    - Selon la Commission européenne, les dégâts économiques causés par les coupures de gaz russe en Europe sont « certainement très importants », même s'il n'y en a pas d'évaluation précise pour l'instant. Les températures restent un peu partout glaciales, la situation est jugée critique en Bulgarie, où le gouvernement a, entre autres mesures, décidé de fermer les écoles. Dans les Balkans, des centaines de milliers de personnes sont privées de chauffage. Le bois a fait son grand retour dans certaines régions.
    - Les pays d'Europe centrale ont multiplié les appels à la solidarité lors d'une réunion des ministres des affaires étrangères et européennes à Prague, mais aucun dispositif automatique n'est en place pour voler au secours d'un pays en difficulté. Le vice-premier ministre tchèque Alexandre Vondra a souligné : « Nous ne sommes pas très bien préparés. Nous devons élaborer un mécanisme sur la façon de gérer les imprévus ». La Pologne a livré du gaz par camion à la Slovaquie alors que l'Allemagne et la Hongrie vont en exporter vers la Serbie.
- Vendredi 9 janvier 2009 : 
  - Conflit gazier : Les experts énergétiques des 27 pays de l'UE proposent de porter à sa pleine capacité la production de gaz en Norvège, en Grande-Bretagne, en Roumanie et en Pologne pour compenser l'arrêt des livraisons de gaz russe vers l'Europe.

- Samedi 10 janvier 2009 : 
  - Conflit gazier :

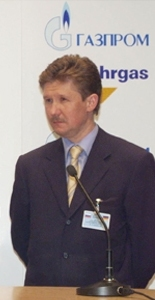
Alexeï Miller
(2001)

    - Le premier ministre tchèque, Mirek Topolanek, dont le pays préside l'Union européenne, a rencontré à Moscou le premier ministre Vladimir Poutine qui lui a assuré que les livraisons de gaz reprendront dès que les observateurs seront déployés, mais a prévenu qu'elles seront à nouveau suspendues si des « vols » sont constatés. L'accord est signé, côté russe, par le vice-premier ministre Igor Setchine et par le patron du groupe Gazprom, Alexeï Miller, et côté européen par le ministre tchèque de l'industrie, Martin Říman[4],[5] : « Nous avons pu atteindre un accord politique destiné à sortir de cette impasse. (…) L'Ukraine a accepté l'ensemble des termes dont la Russie avait besoin pour reprendre ses livraisons ». Les spécialistes estiment qu'il faudra 36 heures entre la réouverture des vannes et l'arrivée du gaz naturel russe dans les foyers européens.
    - L'Allemagne et la Hongrie, qui reçoivent du gaz russe via la Biélorussie annoncent qu'elles livreraient ensemble du gaz à la Serbie et la Bosnie-Herzégovine, deux pays durement touchés par l'arrêt des livraisons de gaz russe par l'Ukraine où transite 80 % du gaz destiné aux pays européens.
- Lundi 12 janvier 2009 : 
  - Conflit gazier : L'opérateur hongrois FGSZ, filiale du groupe pétrolier MOL, annonce la suspension temporaire des livraisons de gaz à la Serbie et à la Bosnie à cause d'un problème technique sur le gazoduc en provenance d'Autriche. Sur les 5,9 millions de m3 livrés par l'Autriche à la Hongrie, 4 millions sont destinés au marché hongrois et le surplus a recommencé à être livré à la Serbie (1,2 million) et la Bosnie (0,7 million) à partir de 14H00 GMT.

- Mardi 13 janvier 2009 : 

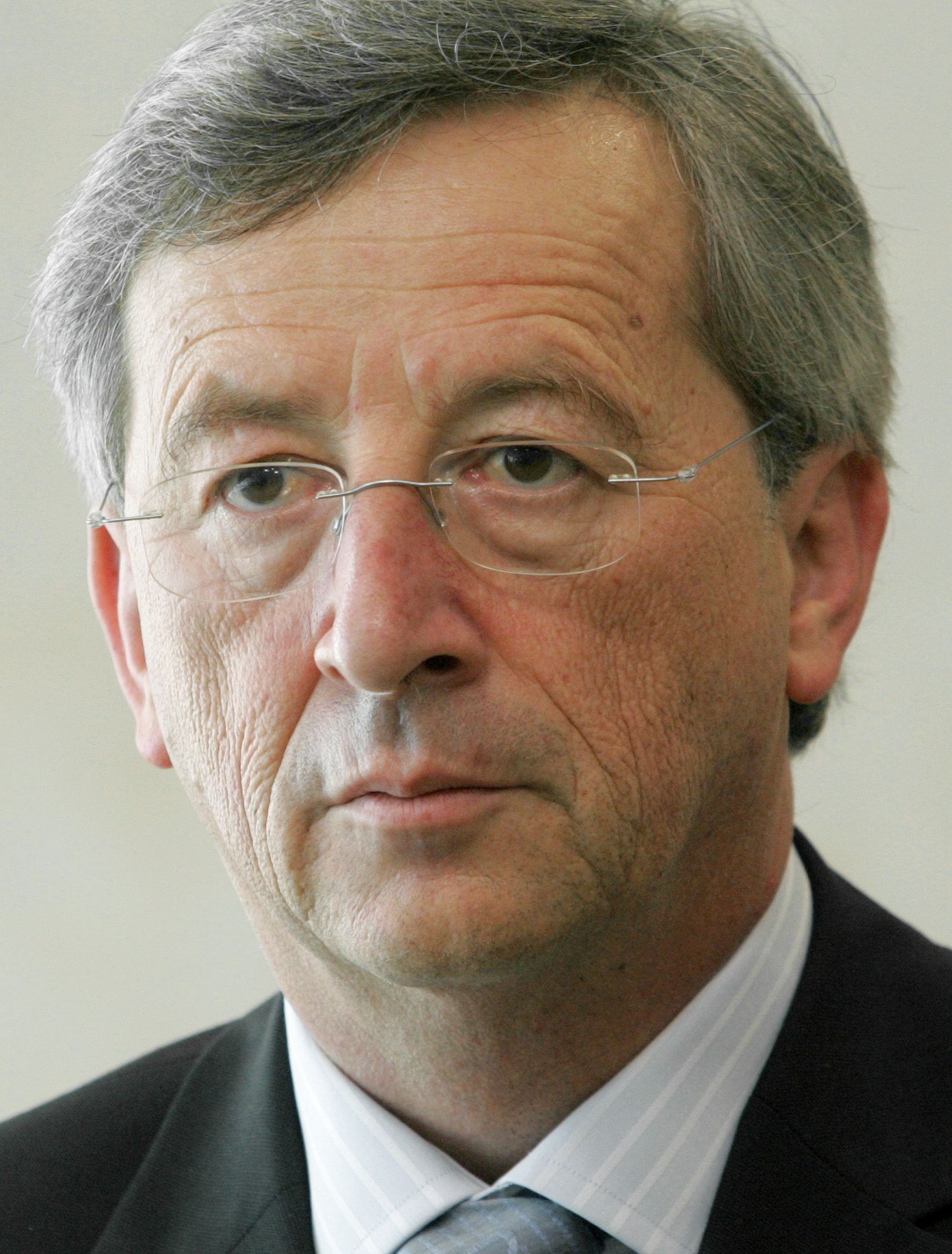
Jean-Claude Juncker
(mai 2006)

  - Le président de l'Eurogroupe, le luxembourgeois Jean-Claude Juncker a mis en garde implicitement les gouvernements européens sur leurs déficits, qui se creusent du fait des plans de relance nationaux, soulignant la nécessité de ne pas mettre en cause la crédibilité de l'euro : « L'année 2009 sera une année extrêmement difficile pour les économies de l'espace euro et pour les citoyens européens, et nombreux seront les défis que nous devront relever […] les gouvernements de l'espace euro vont devoir agir ensemble pour contenir les effets de la crise économique et pour investir dans les assises structurelles de l'économie afin de construire un pont vers l'après-crise […] la protection que confère l'euro est directement liée à notre crédibilité à mettre en œuvre [… des] politiques macroéconomiques prudentes et des politiques orientées vers la pérennité de la croissance ».
  - Le parlement européen vote le bannissement de 22 substances entrant dans la composition des herbicides, fongicides et insecticides, Elles sont considérées comme cancérigènes, toxiques pour la reproduction ou ayant des effets perturbateurs sur le système endocrinien. Deux fongicides (le Carbendazim et le Dinocap) seront interdits dès cette année, mais les dernières autorisations pour certains produits aux effets perturbateurs sur le système endocrinien n'expireront pas avant 2018[6].
  - Publication des chiffres 2008 pour l'Eurostar, le train à grande vitesse qui relie la France et la Belgique à la Grande-Bretagne : le chiffre d'affaires atteint 664 millions de livres sterling (730 millions d'euros, en hausse de 10,9 % par rapport à 2007, à changes constants, il avait progressé de 15,5 % entre 2006 et 2007. Le nombre de voyageurs, atteint 9,1 millions, soit 10,3 % de plus qu'en 2007, contre une augmentation de 5,1 % l'année précédente. Malgré certains retards spectaculaires, le taux de ponctualité s'est élevé à 92,4 % en 2008, contre 91,5 % en 2007. L'attractivité s'est améliorée avec un parcours entièrement à grande vitesse sur le territoire anglais depuis le 14 novembre 2007 dont le temps a été raccourci de 20 minutes[7].
  - Le président exécutif d'EADS, Louis Gallois, se déclare agacé du fait qu'un certain nombre de ses fournisseurs et de ses clients rencontrent des problèmes de financement, dans la mesure où les banques ne veulent pas leur prêter d'argent, déclarant que le groupe aéronautique européen, maison mère d'Airbus et d'Eurocopter, envisage de se substituer en partie aux établissements bancaires et de consacrer une part de sa trésorerie à soutenir financièrement ses clients et ses fournisseurs. La trésorerie d'EADS est évaluée à 9 milliards d'euros fin 2008[8].
  - Conflit gazier :
    - Les livraisons de gaz vers l'Europe via l'Ukraine ont repris peu après 7H00 GMT à partir de la station gazière de Soudja près de la frontière ukrainienne. Gazprom devrait pomper 76,6 millions de m3 par jour, une quantité d'essai représentant à peine un quart des quelque 300 millions de m3 quotidiens que l'Europe recevait avant le début du conflit gazier russo-ukrainien. Mais Gazprom a prévenu les Européens que si Kiev procédait à la moindre ponction sur le gaz destiné qui leur est destiné, les robinets de transit seraient fermés proportionnellement à la quantité siphonnée.
    - Le président de la Commission européenne, José Manuel Barroso, a appelé le premier ministre russe, Vladimir Poutine, pour lui faire part de la « déception de l'UE » face aux faibles niveaux de gaz en transit vers l'Europe. La Commission européenne a indiqué que les experts chargés de vérifier le transit du gaz n'avaient pu avoir pleinement accès au centre de distribution de Gazprom à Moscou et à celui de Naftogaz à Kiev. Le problème porte sur la fourniture du « gaz technique » nécessaire afin de disposer d'une pression suffisante dans les gazoducs pour l'acheminement du gaz russe à l'Europe. La Russie estime qu'il appartient à l'Ukraine de le fournir, dans le cadre des accords de transit bilatéraux, ce que conteste Kiev. L'Union européenne refuse en l'état de se mêler de ce contentieux.
- Mercredi 14 janvier 2009 : 
  - L'euro connaît ses plus bas niveaux depuis un mois face au dollar, à 1,3180 alors que les marchés spéculent sur l'impact de la baisse de taux de la BCE attendue jeudi et sur les craintes sur la dette de plusieurs gouvernements de la zone, l'Espagne ayant vu sa note mise sous surveillance négative par Standard & Poor's. Le yen est la nouvelle valeur refuge se maintenant à ses plus hauts à 89,36 yens pour un dollar.
  - Selon le secrétaire général de l'OCDE, Angel Gurria, l'avenir est sombre pour la zone euro : 
    - « Le marché immobilier continue à se contracter » ;
    - l'inflation chute fortement — 1,4 % en 2009 et 1,3 % en 2010 — après avoir atteint des sommets en été 2008, jusqu'à 4 %, mais une déflation est peu probable même si elle n'est pas totalement exclue « à court terme si la chute de l'inflation s'avérait plus rapide que prévu » ;
    - les déficits budgétaires devraient être « largement plus importants » dans les mois à venir qu'actuellement ;
    - La récession est certaine dans la zone euro au premier semestre 2009 et « les risques sont grands pour les perspectives de croissance » même si un scénario de déflation est peu probable; la baisse devrait être de 0,6 % du produit intérieur brut en 2009, sans entrevoir de véritable reprise avant la mi-2010.
    - L'OCDE appelle la Banque centrale européenne à poursuivre ses baisses de taux et se prononce en faveur d'un organe pan-européen de supervision du secteur financier afin de mieux contrôler un secteur financier de plus en plus transfrontalier.

  - Le Parlement européen adopte définitivement un règlement qui généralise dans l'Union européenne l'obligation pour les enfants de disposer de passeports individuels, tout en dispensant les moins de douze ans de fournir des empreintes digitales. La réglementation, qui a déjà l'accord des 27 États membres, met fin à la pratique qui était encore en vigueur d'inscrire les enfants dans le passeport de l'un des parents. Ce principe est considéré comme « très important pour lutter contre la traite des enfants »[9].
  - La Commission européenne, décidée à éradiquer « l'énergie vampire », vient d'adopter un règlement pour réduire la consommation d'électricité en mode veille de tous les appareils électroniques et de bureaux. Pour chaque produit, la consommation en veille est minime, mais si l'on additionne les milliards d'appareils en veille sur la planète, l'énergie consommée est colossale. En Europe, selon une étude de l'UE, elle représenterait près de 10 % de la consommation électrique des foyers, et au total 30 térawatts-heures par an, soit l'équivalent de la consommation annuelle de la Hongrie. Coût total pour les Européens : 7 milliards d'euros sont dépensés chaque année en énergie fantôme ! Le mode veille utilise 5 à 10 % de la consommation électrique totale de la plupart des foyers et serait responsable d'environ 1 % des émissions mondiales de CO2. La Commission pense ainsi réduire de 73 % l'énergie vampire en 2020. De quoi éviter d'émettre 14 millions de tonnes de CO2 et réduire de près de 5 milliards d'euros la facture électrique des Européens[10].
  - Conflit gazier : 
    - Le président de la Commission européenne, José Manuel Barroso, menace la Russie et l'Ukraine d'actions en justice des compagnies gazières européennes si les livraisons de gaz à l'UE ne sont pas rétablies de manière « urgente ».
    - Le président ukrainien est reçu par son homologue polonais, alors que les premiers ministres slovaque et bulgare sont à Moscou pour rencontrer leur homologue russe Vladimir Poutine pour tenter d'obtenir la reprise des livraisons de gaz naturel. Au moins 15 pays européens ont vu leurs livraisons stoppées ou réduites depuis la décision, la semaine dernière, de la Russie d'acheminer son gaz vers l'Europe via le gazoduc ukrainien. Des millions d'Européens sont privés de chauffage, de lumière ou même de travail depuis l'arrêt des livraisons le 7 janvier.

- Jeudi 15 janvier 2009 : 

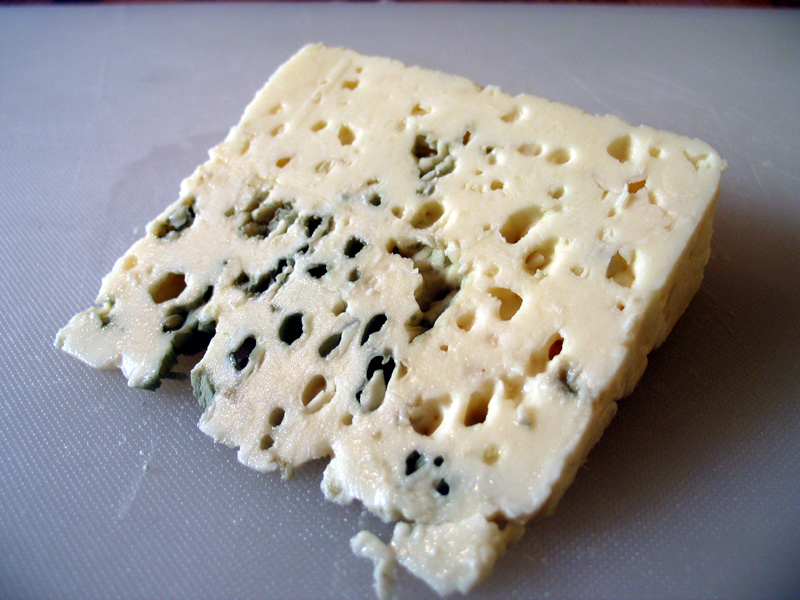
Une tranche de roquefort

  - La Banque centrale européenne abaisse ses taux directeurs de 2,5 % à 2 %. La BCE avait plutôt signalé son intention de faire une pause en janvier, après trois baisses successives entre octobre et décembre qui avait fait tomber son taux de 4,25 % à 2,50 %. En dix ans d'existence, la BCE n'est jamais descendue plus bas. Les nouvelles économiques en zone euro sont alarmantes depuis le début de l'année, avec des statistiques régulièrement plus mauvaises que prévu, faisant craindre une récession plus grave qu'envisagée. L'inflation, contre laquelle la BCE doit lutter en priorité, n'est de son côté plus un souci. En décembre 2008, elle est descendue à un taux de 1,6 % sur un an, nettement sous le plafond de 2 % qui constitue l'objectif à ne pas dépasser que s'est fixé la banque centrale[11].
  - À la suite de la mise à jour de la liste américaine des droits de douane à 100 % imposés à de nombreuses productions des pays européens — dont le roquefort à 300 %, ce qui constitue un cas unique — La Commission européenne annonce qu'elle envisage de porter plainte à l'OMC contre les États-Unis : « Il est clair que cette décision de l'administration américaine signifie que nous n'aurons pas d'autre choix que de commencer à nous préparer pour porter cette affaire devant l'OMC […] Des efforts importants ont été faits pour trouver un règlement accepté par les différentes parties dans ce conflit en cours. Cette tâche est maintenant rendue beaucoup plus difficile ».

- Vendredi 16 janvier 2009 : 

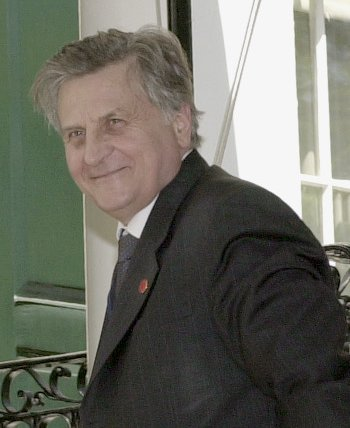
Jean-Claude Trichet
(2001)

  - Le président de la Banque centrale européenne, Jean-Claude Trichet a exclu d'abaisser son principal taux directeur à O % mais sans exclure d'autres baisses : « Si vous me demandez si nous pouvons aller jusqu'à zéro, je vous réponds "non, nous n'y irons pas". À la question, "est-ce que 2 % est le plus bas niveau que vous allez atteindre ?" je vous réponds "non, nous verrons ce qui est nécessaire" »[12].
  - Les États-Unis annoncent qu'ils portent plainte contre l'Union européenne devant l'Organisation mondiale du commerce, afin d'obtenir l'autorisation de la commercialisation sur le marché européen de volailles désinfectées avec des solutions chlorées.
  - Conflit gazier :
    - Le président français Nicolas Sarkozy lors de ses vœux au corps diplomatique a estimé que la « crédibilité » de l'Ukraine et de la Russie sont en jeu dans le conflit gazier opposant ces deux pays, a affirmé aujourd'hui le président Nicolas Sarkozy : « L'Ukraine […] ne doit pas prendre en otage un conflit énergétique qui concerne des millions d'Européens qui attendent mieux. C'est la crédibilité de l'Ukraine qui est en jeu […] Quant à la Russie, je suis de ceux qui pensent que l'Europe doit avoir un accord structurel, stratégique, de long terme avec les Russes […] Mais la Russie doit aussi faire le clair. Quand on fournit les deux tiers du gaz dont l'Europe a besoin, on respecte ses clients, comme les clients doivent respecter le fournisseur […] C'est un problème de respectabilité et d'image. Je suis persuadé qu'un dialogue à haut niveau permettra de trouver un accord, mais l'Europe doit rester unie dans ses discussions avec les Russes comme avec l'Ukraine ».
    - Les groupes énergétiques Gazprom, E.ON Ruhrgas, ENI, Wingas et GDF Suez se sont mis d'accord pour former un consortium afin de résoudre la crise du gaz entre la Russie et l'Ukraine. Ce consortium devrait fournir aux Ukrainiens le « gaz technique » permettant aux gazoducs et aux stations de compression de fonctionner en vue d'une reprise des livraisons de gaz à l'Europe dans l'attente d'un accord entre Moscou et Kiev. La Commission européenne a jugé que les négociations prévues d'ici à la fin de la semaine étaient la « dernière chance » de la Russie et de l'Ukraine de prouver leur volonté de régler la crise. « La patience est épuisée » a renchéri le chef du gouvernement tchèque, Mirek Topolanek, dont le pays assume la présidence de l'Union européenne[13].
- Lundi 19 janvier 2009 : 
  - La Commission européenne révise à la baisse ses prévisions de croissance du PIB de l'Union européenne pour 2009, tablant désormais sur une récession de 1,9 % pour la zone euro et 1,8 % pour les 27 États de l'UE, qui devrait s'accompagner d'un vif creusement des déficits (-4,0 %) et d'une très nette augmentation du chômage (au-dessus de la barre des 10 %), alors qu'elle avait estimé, début novembre, une très légère croissance de 0,2 % en 2009 pour l'ensemble de l'UE contre 1,4 % en 2008. Pour 2010, la Commission anticipe ensuite une légère croissance de 0,4 %. Ces prévisions sont nettement plus pessimistes que celles publiées par le Fonds monétaire international et la Banque centrale européenne (-0,5 %) et par l'Organisation pour la coopération et le développement économique (-0,6 %). Par pays, la prévision est de -2,8 % pour la Grande-Bretagne, de -2,3 % pour l'Allemagne et de -1,8 % pour la France.
  - Eurotunnel annonce la réouverture complète du tunnel sous la Manche dans la nuit du 9 au 10 février, alors qu'Eurostar, le train à grande vitesse qui relie la Grande-Bretagne à la France et la Belgique, annonce « le retour à la normale de ses services à partir du lundi 23 février ». Depuis le sinistre du 11 septembre 2008 lors duquel un incendie s'était déclaré sur une navette de camions la circulation des Eurostar, des trains de marchandises et des navettes de tourisme, était perturbée.
- Mardi 20 janvier 2009 : Selon l'Autorité européenne de sécurité des aliments (EFSA) et le Centre européen de prévention et de contrôle des maladies (ECDC), les zoonoses — maladies parfois mortelles transmises de l'animal à l'homme progressent en Europe —, mais pourraient être combattues par une meilleure hygiène dans les cuisines. Listeria, salmonelle, campylobacter, sont les trois infections en tête de la liste des maladies transmises de l'animal à l'homme dont l'évolution demeure « préoccupante ». En 2007 dans l'Union européenne, plus de 200 000 infections au campylobacter, plus de 150 000 contaminations par la bactérie Salmonella (1 500 morts) et 1 500 infections confirmées de listeria (300 morts) ont été signalés.
- Mercredi 21 janvier 2009 : Selon le quotidien français La Tribune, la Commission européenne s'apprête à infliger une amende aux groupes gaziers français GDF Suez et allemand E.ON pour entente sur le marché du gaz en vue de restreindre la concurrence sur leurs marchés nationaux. L'amende pourrait aller jusqu'à 10 % du chiffre d'affaires des deux groupes. Selon GDF, « les seuls faits d'accusation sont des lettres datant de 1975, à une époque où il y avait des monopoles légaux qui verrouillaient les marchés du gaz » en France et en Allemagne, mais selon l'enquête de la Commission l'accord de non concurrence « aurait persisté même après la libéralisation des marchés du gaz en Europe ».
- Jeudi 22 janvier 2009 : L'Union européenne relance son programme d'aides financières à l'exportation dont pourront bénéficier les exportateurs de produits laitiers, un outil de soutien qui avait été suspendu en juin 2007. Cette mesure clef décidée par la Commission européenne a pour but de soutenir la filière laitière fragilisée par une très forte chute des prix depuis plusieurs mois. L'aide à la tonne de lait en poudre demi-écrémé, d'un montant initial de 200 euros/tonne pour 5 612 tonnes, sera réactualisée toutes les deux semaines.
- Vendredi 23 janvier 2009 : Le président ukrainien Viktor Iouchtchenko annonce se rendre mardi auprès de la Commission européenne à Bruxelles pour tirer les leçons de la crise du gaz qui a interrompu les livraisons russes à destination de l'Europe pendant 22 jours. Les discussions porteront notamment sur la modernisation du réseau de gazoducs ukrainiens par lequel transite une grande partie de gaz russe livré à l'Union européenne mais qui « est un réseau très, très ancien, très inefficace, avec des pertes immenses » selon le président José Manuel Barroso : « Nous avons vu pendant cette crise que l'Ukraine avait des difficultés à remplir ses engagements, pas parce qu'il y a de la mauvaise volonté à l'égard de l'Europe - au contraire, l'Ukraine veut avoir un destin européen - mais en raison d'infrastructures anciennes ».

- Lundi 26 janvier 2009 : 

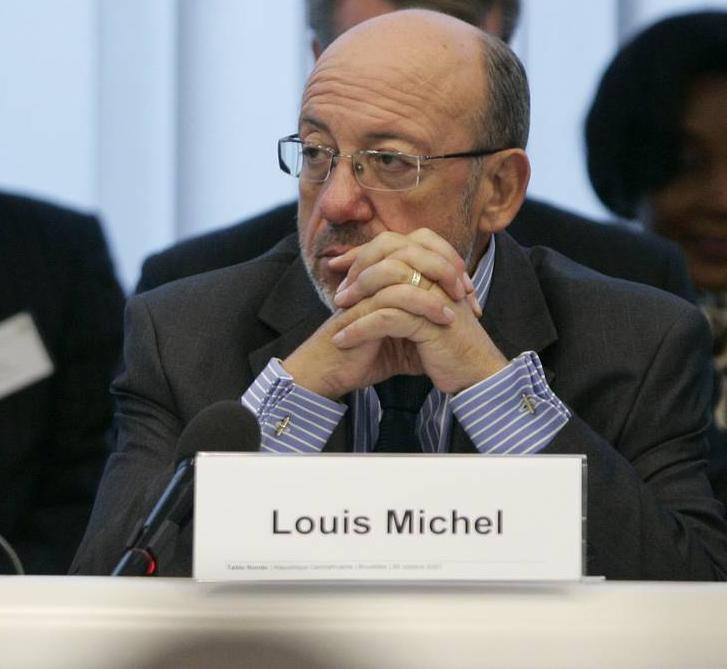
Louis Michel
(octobre 2007)

  - Selon le journal Le Monde, la France veut favoriser un gouvernement palestinien d'union nationale, estimant que la guerre de Gaza a imposé de nouvelles priorités et que l'administration du nouveau président américain, Barack Obama, pourrait rompre avec la ligne de soutien inconditionnel à Israël. Lors du sommet des ministres des affaires étrangères de l'Union européenne qui se tient à Bruxelles, pour discuter d'un plan d'action européen pour le Proche-Orient, la diplomatie française tente d'imprimer, un changement de ton à l'égard du Hamas et s'est mis à plaider discrètement pour une forme d'ouverture en direction du mouvement islamiste.
  - La Commission européenne insiste pour qu'Israël facilite l'entrée des équipes humanitaires dans l'enclave palestinienne. Le commissaire européen chargé du développement et de l'aide humanitaire, Louis Michel, présente un plan de financement de 58 millions d'euros pour les populations palestiniennes à Gaza, en Cisjordanie et au Liban. L'essentiel des fonds, soit 32 millions sur 58, sont pour Gaza, cet argent « sera utilisé pour fournir une aide de première nécessité comme l'approvisionnement en nourriture et en eau, l'assainissement, la reconstruction des abris, la mise en circulation d'argent liquide pour rétribuer le travail… ».
  - L'UE a décide d'imposer des taxes antidumping allant de 26,5 % à 85 % sur certains éléments de fixation importés de Chine, visant certains types de vis et boulons ou écrous, en fer ou en acier, au terme d'une enquête ouverte à l'automne 2007.
  - Après une longue bataille juridique, les Moudjahidines du peuple, principale organisation d'opposition iranienne, sont rayés de la liste d'organisations terroristes de l'Union européenne sur décision des ministres européens des Affaires étrangères réunis à Bruxelles. Depuis juin 2003, 24 membres du Conseil national de la résistance iranienne — la vitrine politique des Moudjahidine du peuple —, dont sa présidente Maryam Radjavi, sont mis en examen à Paris pour des infractions en lien avec le terrorisme à la suite d'un vaste coup de filet réalisé à leur siège d'Auvers-sur-Oise. Selon leurs avocats : « C'est un pas très important qui démontre en creux que l'enquête judiciaire menée en France depuis 2003 est vide et doit aboutir à un non-lieu ».
- Mardi 27 janvier 2009 : 
  - Selon la Banque centrale européenne, le déficit des comptes courants de la zone euro, qui mesure les échanges entre la zone euro et l'extérieur, s'est nettement creusé en novembre 2008, à 16 milliards d'euros, contre 6 milliards en octobre. En novembre, la zone euro a enregistré des entrées nettes de capitaux de 16,7 milliards, après un afflux massif de 106,5 milliards en octobre.
  - Un comité d'experts européens donnent leur accord à la fabrication de vin rosé à partir de mélange de vin rouge et de vin blanc, ce qui va être le début d'une importante polémique européenne.
- Vendredi 30 janvier 2009 : le taux de chômage dans la zone euro est monté à 8 % en décembre, son plus haut niveau depuis novembre 2006. Cette augmentation est liée à la récession qui entraîne une multiplication des plans de suppressions d'emplois. Il est en hausse régulière depuis l'été 2008. Parmi les principales économies de la zone euro, le chômage fin 2008 est de 14,4 % en Espagne et de 7,2 % en Allemagne.

### Février 2009
- Lundi 2 février 2009 : 

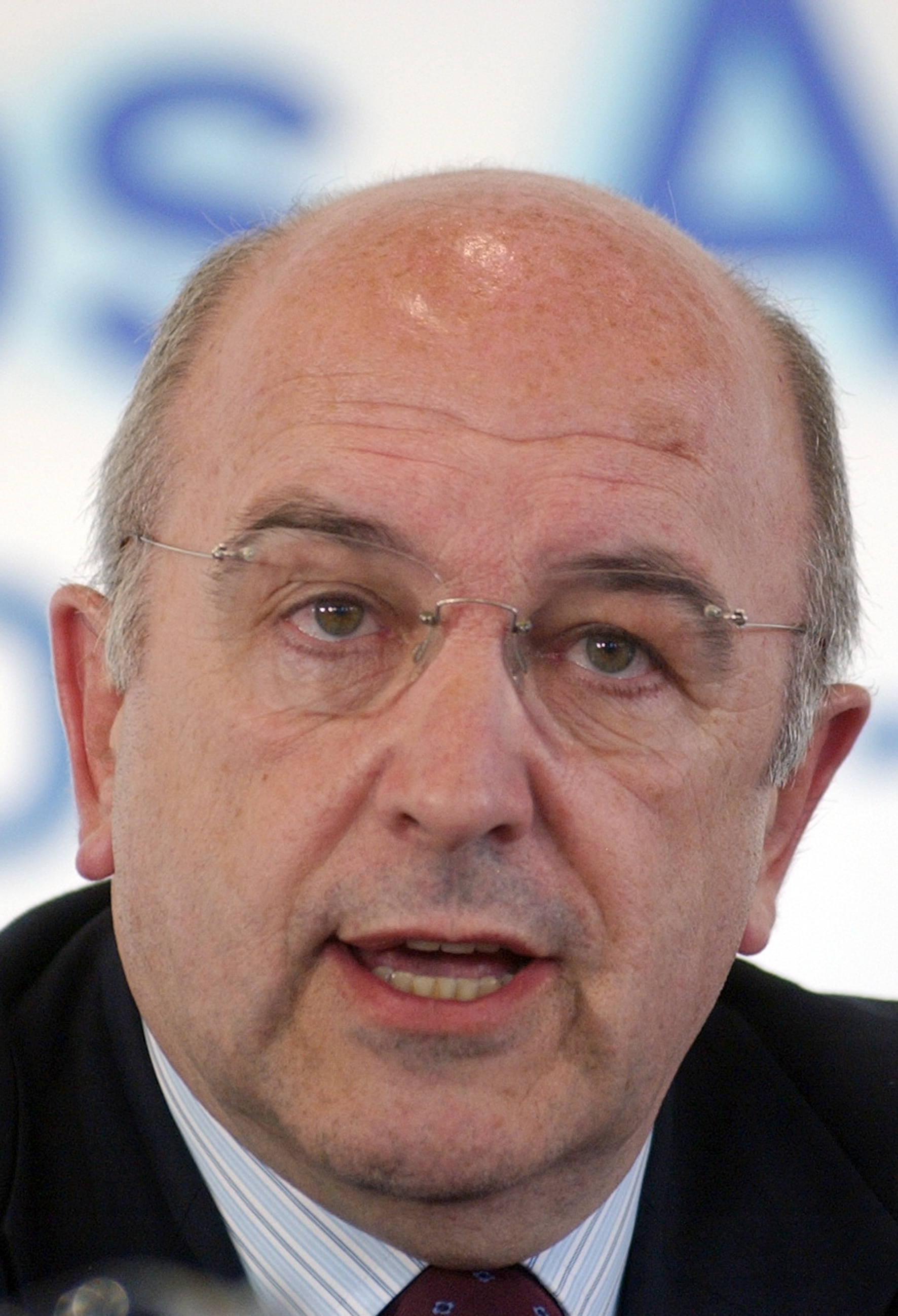
Joaquín Almunia
(décembre 2007)

  - Le président de la Bundesbank et membre de la Banque centrale européenne, Axel Weber, rejette l'idée d'un emprunt européen relancée récemment par l'Italie pour répondre aux difficultés de certains pays à accéder au crédit en zone euro. Selon lui, cela créerait une responsabilité commune pour les dettes publiques des États de l'Union européenne qui atténuerait le caractère disciplinant des marchés financiers. L'engagement de chaque pays à tenir en ordre ses propres finances publiques est un élément clé de la constitution de l'Union monétaire. Avec la crise financière et les plans de relance conjoncturels, des pays comme la Grèce, le Portugal et l'Espagne, ont vu la qualité de leur crédit dégradée par les agences de notation, avec pour conséquence le renchérissement de leurs emprunts et le risque d'être coupés du marché du crédit.
  - Le président de la BCE, Jean-Claude Trichet, laisse entendre que la BCE ne procéderait à aucune baisse de ses taux avant mars, mais certains courtiers jugent possible une réduction dès cette semaine en raison des mauvais indicateurs récemment publiés. De ce fait l'euro et la livre ont reculé tandis que le yen a servi de valeur refuge après les très mauvaises nouvelles économiques de la semaine dernière.
  - Selon le Commissaire européen aux Affaires économiques, Joaquin Almunia, il existe une « forte possibilité » pour que le Royaume-Uni rejoigne la zone euro, et qu'il était également possible que d'autres pays comme la Suède ou le Danemark rejoignent la monnaie unique, mais sans avancer de date sur ces éventuelles futures adhésions. Il estime par ailleurs qu'il n'y avait « aucune chance » pour qu'un pays membre de la zone euro renonce à la monnaie unique.
- Mardi 3 février 2009 : 
  - Le président français Nicolas Sarkozy et la chancelière allemande Angela Merkel publient un texte commun sur la sécurité en Europe[14].
  - Selon le comité scientifique de l'UE sur les nouveaux risques de santé, l'exposition aux champs de fréquence radio émis par les téléphones portables « ne mène probablement pas à une augmentation du risque de cancer chez les humains », mais les effets d'une utilisation prolongée des technologies mobiles et sur les enfants restent à « clarifier ». Il estime que les connaissances manquent encore pour connaître les effets causés par un usage prolongé des technologies mobiles (GSM, Wi-Fi...), soulignant que la connaissance des effets d'une utilisation prolongée de ces technologies reste maigre, « très peu de gens utilisant des téléphones portables depuis plus de 10 ans » : « La durée générale d'exposition des humains à ces champs étant plus courte que le temps de gestation de certains cancers, des études supplémentaires sont nécessaires pour savoir si une exposition beaucoup plus longue (bien supérieure à 10 ans) à ces téléphones pourrait poser des risques de cancer ». Concernant les risques des champs de très basse fréquence, émis notamment par les lignes à haute tension, il maintient son constat de mars 2007 : ces champs « sont potentiellement cancérigènes et pourraient contribuer à une augmentation de la leucémie chez les enfants […] Certaines nouvelles études épidémiologiques indiquent une augmentation possible de la maladie d'Alzheimer due à une exposition à ces champs »[15].

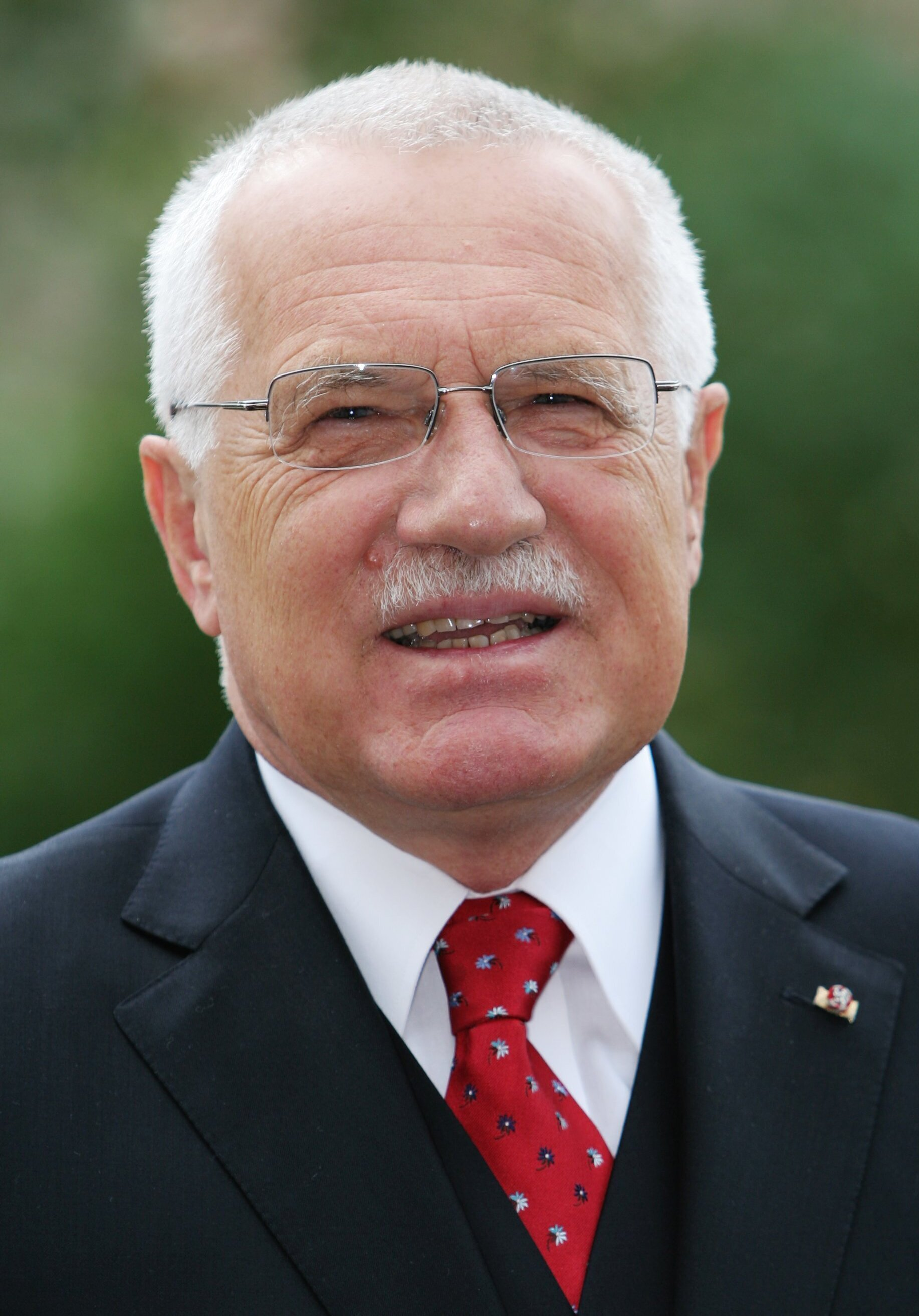
Vaclav Klaus
(Mai 2007)

- Mercredi 4 février 2009 : La Commission européenne autorise le rachat du fabricant tchèque de médicaments génériques Zentiva par le groupe pharmaceutique français Sanofi-Aventis, qui a accepté de céder certains produits.
- Jeudi 5 février 2009 : 
  - La Commission européenne soupçonne l'existence d'un cartel dans le secteur de l'acier et a accusé plusieurs sociétés en leur envoyant des communications de griefs. Les soupçons concernent plus spécifiquement des fournisseurs de fils d'acier utilisés pour renforcer des matériaux de construction, comme le béton armé. Si les faits sont avérés, les entreprises encourent une amende pouvant atteindre 10 % de leur chiffre d'affaires.
  - Les eurodéputés votent par 281 voix contre 229, une résolution non contraignante demandant aux pays de l'UE qui ne l'ont pas encore fait de reconnaître l'indépendance du Kosovo. Sur les 27 États membres, 22 l'ont déjà fait mais Chypre, l'Espagne, la Grèce, la Slovaquie et la Roumanie s'y refusent, par solidarité avec la Serbie ou en raison du refus de créer un précédent alors qu'il y a des risques de sécession chez eux[16].
  - Orange Vallée, division de France Télécom consacrée à l'innovation, annonce le lancement prochain d'un site internet gratuit de musique à la demande, « WorMee », qui donnera accès à un catalogue de « 4 millions de titres à terme ». Il s'agira d'un « service communautaire », construit comme un réseau social (messagerie, amis, groupes...) qui sera le concurrent de Deezer. Il sera financé par les recettes publicitaires ainsi que par le téléchargement. Ils espèrent proposer la quasi-totalité, du « catalogue musical mondial » grâce à des accords avec des majors du disque et des éditeurs indépendants. Il sera également possible d'écouter gratuitement un bouquet de 4 000 radios du monde entier[17].
- Vendredi 6 février 2009 : Le président de la Commission européenne, José Manuel Barroso, faisant allusion au double meurtre le 19 janvier d'un avocat russe spécialiste des crimes commis en Tchétchénie, Stanislav Markelov, et d'une journaliste du bihebdomadaire Novaïa Gazeta, Anastassia Babourova, déclare : « Dans l'opinion publique [européenne], il y a une certaine inquiétude à la suite d'événements récents en Russie, en l'occurrence les meurtres de journalistes et de défenseurs des droits de l'homme […et aussi] Nous ne sommes pas satisfaits de la manière dont est traité le problème des minorités russophones dans les pays baltes ».
- Lundi 9 février 2009 : Le président de la Commission européenne, José Manuel Barroso, exhorte les pays de l'UE à éviter de recourir au protectionnisme face à la crise, au moment où la France fait l'objet de critiques en ce sens avec son plan d'aide à l'automobile : « Il est très important qu'au plus haut niveau nous gardions une approche commune qui respecte les principes de l'Union européenne ». La France a dernièrement était accusée par la présidence tchèque de l'UE de céder aux sirènes protectionnistes avec son plan d'aide au secteur automobile national.

- Mardi 10 février 2009 : 

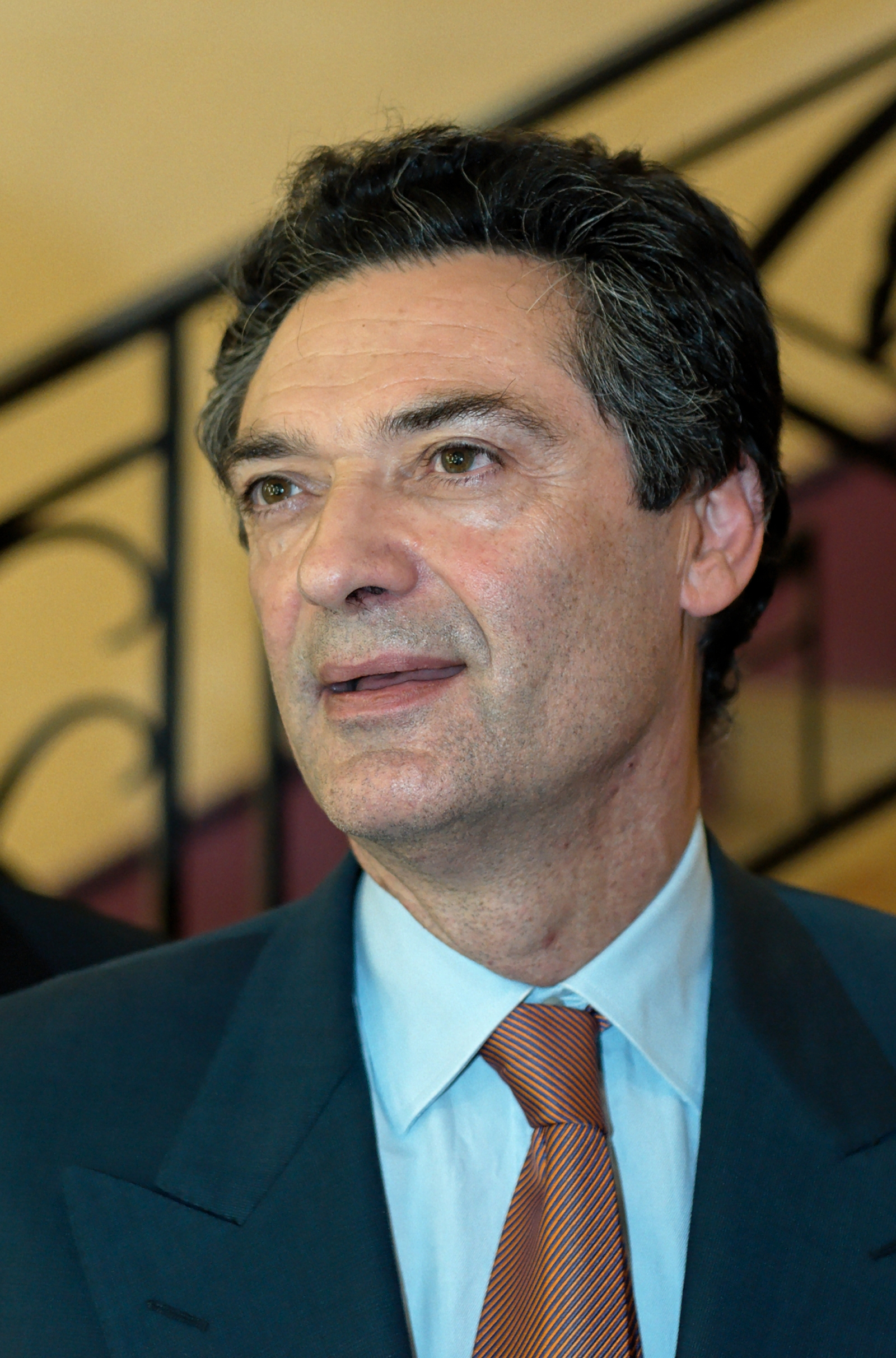
Patrick Devedjian
(juin 2007)

  - La Banque centrale européenne va lancer une opération dite de « réglage fin » au taux minimum de 2 % afin d'absorber des liquidités du marché monétaire de la zone euro après avoir constaté un large excédent. La BCE procède régulièrement à ce type d'opération au dernier jour de la constitution par les banques de leurs réserves minimum obligatoires. La BCE tente à ces occasions de drainer les excès de liquidités du marché, accumulées par les banques qui rechignent toujours à se prêter entre elles et préfèrent mettre leur cash de côté.
  - La Commission européenne et le gouvernement allemand s'inquiètent du plan d'aide à l'industrie automobile française annoncé la veille par le président français. Ces réserves se joignent aux critiques déjà formulées par la République tchèque et la Suède.
  - Le français Patrick Devedjian plaide pour un rapprochement des plans de relance européens, notamment sur l'automobile, au lendemain de l'annonce par Nicolas Sarkozy d'un plan d'aide de 7,8 milliards d'euros pour le secteur automobile : « Le plan de relance européen qui a été annoncé par la commission, […] ça doit pas seulement être une annonce […] nous avons des politiques économiques qui sont divergentes alors que nos politiques monétaires sont convergentes […] Il ne s'agit pas de créer du protectionnisme, d'ailleurs c'est impossible. Quand vous prenez une automobile, […] il y a des composants qui viennent de tous les pays du monde, il n'y a pas une pièce qui soit purement nationale d'où que ce soit […] C'est la France qui a inventé l'automobile, donc on a quand même une légitimité à organiser notre industrie ».

- Mercredi 11 février 2009 : 
  - La Commission européenne a décidé d’entamer un processus de révision de la directive européenne sur « la protection, et la “libre circulation”, des données personnelles » qui date de 1995, et de nommer pour cela un groupe d’experts, afin de répondre aux « défis de la protection des données personnelles dans l’Union européenne, au regard du développement des nouvelles technologies, de la globalisation et des questions de sécurité publique ». Une polémique se développe immédiatement sur « la composition de ce groupe d’experts [qui] suscite de très lourdes interrogations. Il est en effet composé de cinq personnes qui, pour quatre d’entre elles, sont issues soit de sociétés américaines, soit de cabinets d’avocats dont les principaux établissements sont également situés aux États-Unis. Un seul membre de ce groupe est originaire d’Europe » [18].
  - Le président tchèque Vaclav Klaus, dont le pays assure la présidence semestrielle de l'Union européenne a ironisé, au cours d'un débat organisé à Paris par l'édition française de la revue américaine Foreign Policy, sur le président français Nicolas Sarkozy qui voudrait être le « président permanent » de l'Europe : « Je sais qu'il aimerait rester un président permanent [...] c'est très humain [mais pour avoir une bonne présidence européenne ] il n'était pas nécessaire d'être hyperactif et d'organiser un sommet européen tous les week-ends ». Le climat s'est crispé entre les deux pays à la suite de propos du président Sarkozy hostiles aux délocalisations des constructeurs automobiles vers des pays comme la République tchèque, et de critiques françaises sur la gestion de la crise économique par la présidence tchèque de l'UE.
- Jeudi 12 février 2009 : La production industrielle a connu une baisse record de 2,6 % en décembre dans la zone euro et de 12 % sur un an, son plus fort recul enregistré depuis la création de cette zone, selon Eurostat.
- Vendredi 13 février 2009 : Le groupe aéronautique franco-néerlandais Air France-KLM va supprimer 1 000 à 1 200 postes cette année, en bloquant les embauches et ne remplaçant pas les personnes partant en retraite.
- Lundi 16 février 2009 : La Commission européenne échoue dans sa tentative pour forcer la France et la Grèce à autoriser la reprise de la culture d'un maïs génétiquement modifié de la firme américaine Monsanto. Malgré la publication d'un rapport récent de l'Agence française de sécurité sanitaire des aliments (Afssa) assurant que cette plante ne présente aucun risque pour la santé, la culture du maïs MON 810 est toujours suspendue dans ces deux pays. Les experts des pays de l'Union européenne réunis à Bruxelles au sein du Comité permanent de la chaîne alimentaire et de la santé animale « ne sont pas parvenus à trouver une majorité qualifiée en faveur ou contre les demandes faites à la France et à la Grèce de lever » leur interdiction.
- Mardi 17 février 2009 : Selon l'office statistique européen Eurostat, la zone euro a connu le pire déficit commercial de son histoire en 2008, à hauteur de 32,1 milliards d'euros, contre un excédent de 15,8 milliards en 2007. Les 27 pays membres ont creusé leur déficit commercial à 241,3 milliards d'euros, contre - 192,4 milliards en 2007.
- Mercredi 18 février 2009 : 
  - La Commission européenne enclenche la première étape de procédures pour déficits excessifs contre six pays, — la France, l'Espagne, la Grèce, l'Irlande, la Lettonie et Malte — en raison du dérapage de leurs finances publiques provoqué par la crise économique. Le commissaire européen aux affaires économiques, Joaquin Almunia, justifie cette mesure en soulignant que les pays concernés ont « dépassé la valeur de référence de 3 % du PIB en 2008 » prévue par le pacte de stabilité.
  - L'Union européenne accorde à l'Agence des Nations unies pour les réfugiés palestiniens (UNRWA) 41 millions d'euros d'aide pour répondre aux besoins humanitaires dans la bande de Gaza, dont un premier montant de 18 millions d'euros mobilisé « pour des projets humanitaires, nécessités par le récent conflit dans la bande de Gaza ». La reine Rania de Jordanie, qui est d'origine palestinienne, avait appelé la veille à l'octroi d'une aide d'urgence à l'UNRWA.

- Jeudi 19 février 2009 : 

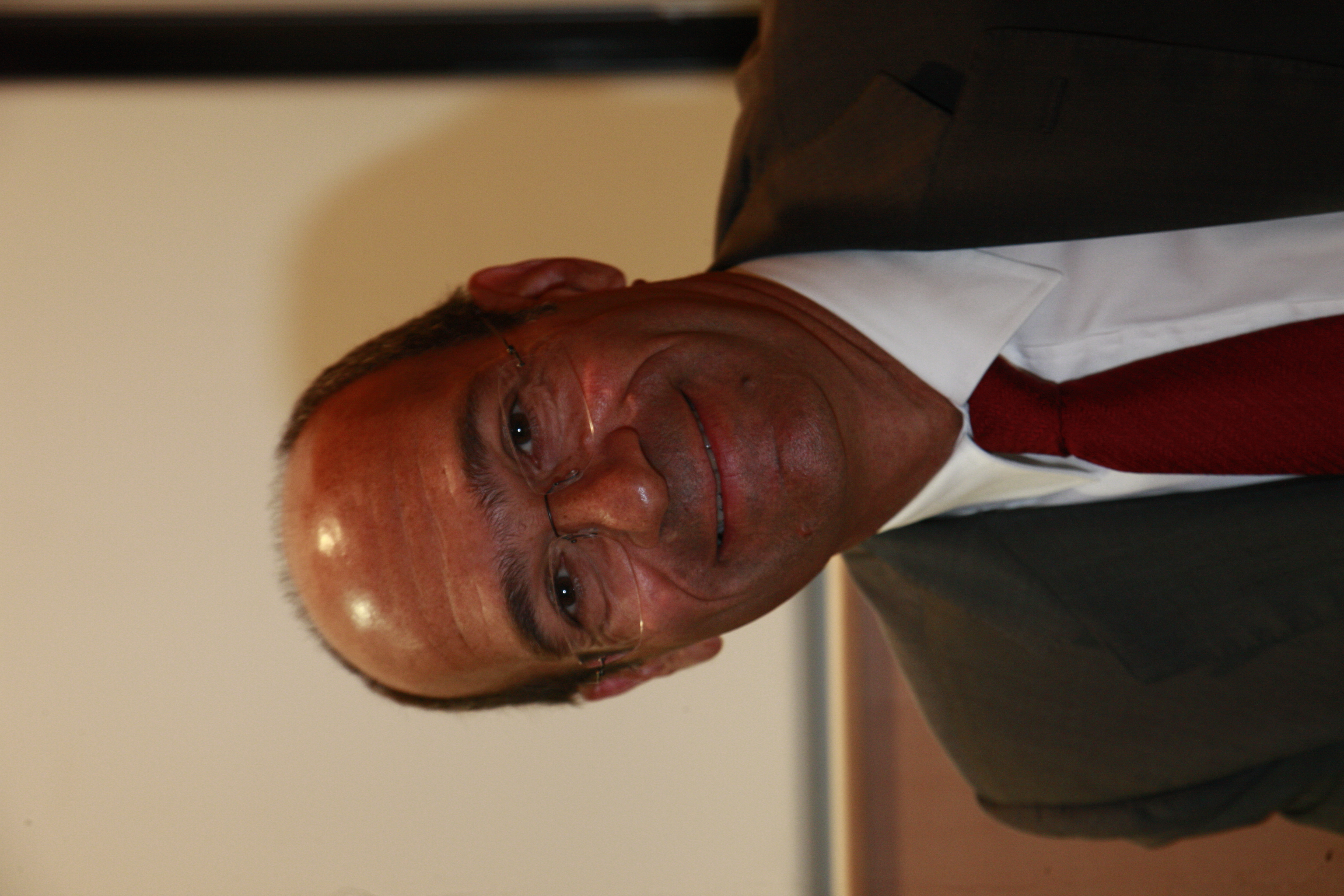
Éric Woerth
(août 2008)

  - L'Union européenne, qui compte 27 pays et 23 langues, est confrontée à une imminente pénurie d'interprètes. Le groupe des interprètes de Bruxelles est le plus important au monde : plus de 700 se relaient chaque jour dans une cinquantaine de réunions de la Commission et d'autres instances, un nombre qui peut doubler en ajoutant leurs confrères du Parlement européen. Elle forme un rouage discret mais incontournable, objet d'une planification complexe en fonction des besoins des réunions.
  - Le ministre français du Budget Éric Woerth trouve « un peu gonflée » la mise en garde lancée la veille par la Commission européenne pour déficit excessif contre la France et 5 autres pays européens : « Je trouve cela un peu gonflé [...] À la fois Bruxelles nous dit il faut que les États européens combattent la crise et augmentent leurs dépenses publiques [...] puis de l'autre, attention vous allez dépasser les déficits qui étaient prévus [...] Évidemment que nous allons dépasser les déficits parce qu'il y a la crise [le déficit public français dépassera] forcément 4,4 % du PIB en 2009 ».
- Mardi 24 février 2009 : 
  - La balance des comptes courants de la zone euro a plongé dans le rouge en 2008, affichant un déficit de 63,2 milliards d'euros contre un excédent de 36,3 milliards en 2007.
  - La téléphonie par Internet, VoIP, en particulier le service Skype serait devenu un des moyens de communications favori de la mafia pour planifier leurs actions illégales. La VoIP pose en effet de nouveaux défis aux autorités : chiffrement très difficile à décoder, quasi-impossibilité de surprendre une conversation en direct, recours obligatoire à un matériel ultra puissant pour reconstituer la moindre bribe de conversation.

### Mars 2009
- Lundi 2 mars 2009 : 
  - Commission européenne : Le président José Manuel Barroso, au cours d'une conférence organisée par la présidence tchèque de l'UE et consacrée au 5e anniversaire de l'élargissement de l'UE de 15 à 25 pays en 2004, met en garde les États contre des tendances protectionnistes qui se font sentir dans certains pays de l'UE en réaction à l'actuelle crise économique mondiale : « Il y a des voix de sirènes du nationalisme économique qui se font à nouveau entendre, comme si nous n'avions rien appris depuis les années 1930 [...] Mais il y a un problème pour ceux qui espèrent que le nationalisme économique les protégera. Ce ne sera pas le cas [...] Le marché unique a apporté la croissance et le travail ». De son côté, le premier ministre tchèque et président du Conseil de l'UE, Mirek Topolanek déclare : « Le protectionnisme est non seulement eurosceptique, mais même eurodestructif [...] Nous sommes tous sur le même navire et j'espère aussi que nous sommes sur le même pont de ce navire [...] Dans les vieux pays, les gens ont peur d'un nouvel élargissement. En revanche, les nouveaux pays ont peur de la discrimination [...] L'élargissement de 2004 et de 2007 a été bénéfique pour la qualité de la vie des citoyens de tous les pays de l'UE ».
  - Économie : L'Union européenne ouvre une procédure pour mettre en place l'imposition de taxes anti-dumping contre des fabricants américains de biodiesel. Ils sont accusés par les fabricants de biodiesel européens de se livrer à du dumping ou de profiter de subventionner déloyales sous forme de crédits d'impôts ou d'aides directes à la production, pour leurs exportations dans ce secteur porteur. Des experts des 27 pays de l'UE doivent se réunir au sein d'un comité spécialisé dans les questions commerciales, pour se prononcer sur des propositions en ce sens de la Commission européenne qui propose des taxes contre le dumping et des pratiques de subventions jugées déloyales s'élevant jusqu'à environ 40 euros pour 100 kilos des produits considérés. Le biodiesel représente jusqu'à 80 % de la production totale de biocarburants dans l'UE.
- Mardi 3 mars 2009 : 
  - Économie : Le directeur général du Fonds monétaire international, Dominique Strauss-Kahn, estime que l'UE fait preuve d'un manque de coordination pour résoudre les problèmes économiques et financiers, et se dit « un peu inquiet quant à la mise en œuvre des bonnes politiques, particulièrement en matière de restructuration des banques ».
  - Commission européenne : Le commissaire européen aux Affaires économiques, Joaquin Almunia, se dit favorable à l'idée d'un emprunt émis en commun par plusieurs pays de l'UE pour faire face à la crise, une option rejetée à ce jour par l'Allemagne, qui refuse de payer pour les autres. Le commissaire européen a toutefois reconnu que dans l'immédiat un tel projet était peu réaliste « car certains États importants membres ont dit non » à un tel projet. Mais il ne l'a pas exclu « à l'avenir ». Un certain nombre de pays de la zone euro jugés fragiles par les marchés financiers, comme la Grèce ou l'Irlande, doivent payer des taux d'intérêt beaucoup plus élevés que par le passé pour emprunter sur les marchés obligataires afin de financer leurs déficits, ce qui contribue à les augmenter encore plus. Pour y remédier, certains pays prônent donc une gestion en commun des dettes publiques, au moins entre un petit groupe d'États, afin de partager les risques et de pouvoir emprunter plus facilement. Cela se ferait sous la forme de l'émission d'euro-obligations à plusieurs.

- Mercredi 4 mars 2009, Économie : Eurotunnel annonce le premier versement d'un dividende à ses quelque 500 000 actionnaires pour la première fois de son histoire, depuis la création de l'entreprise en 1986 et l'entrée en service du tunnel en 1994, grâce à un bénéfice net 2008 de 40 millions d'euros. Le dividende a été fixé à 4 centimes par action. En 2007, le bénéfice avait été de 1 million € après des années de déboires financiers qui avaient mené l'entreprise au bord de la faillite.
- Jeudi 5 mars 2009 : 
  - Zone euro : L'économie de la zone euro, comme celle de l'Union européenne s'est contractée de 1,5 % au dernier trimestre 2008, avec une baisse brutale des exportations et un recul des investissements. La baisse européenne traduit une nette baisse des investissements (-2,7 % au 4e trimestre en zone euro, -2,5 % pour l'UE à 27 pays), une chute brutale des exportations (-7,3 % pour la zone euro, -6,8 % pour l'UE) et une détérioration de la consommation des ménages (-0,9 % pour la zone euro, -0,8 % pour l'UE).
  - Zone euro : La Banque centrale européenne annonce une baisse de son principal taux d'intérêt directeur d'un demi-point à 1,50 %, un niveau inédit depuis sa naissance il y a dix ans.
  - Économie : En 2008, 33 % des consommateurs européens ont acheté au moins un article sur Internet contre 27 % en 2006, révèle aujourd'hui un rapport de la Commission européenne. Toutefois, les achats transfrontaliers en ligne restent limités (7 %) à cause « d'obstacles linguistiques, pratiques et réglementaires » même si 30 millions d'internautes européens ont procédé à des achats sur la Toile, venus d'autres pays que le leur. L'avantage principal d'Internet est la possibilité de comparer les prix. À l'inverse, l'inconvénient est le manque de clarté des informations sur le produit.
- Lundi 9 mars 2009, Zone euro : Le président de l'Eurogroupe, Jean-Claude Juncker, à l'issue d'une réunion à Bruxelles des ministres des finances de la zone euro, déclare qu'il n'était « pas question » d'accélérer l'entrée dans la zone euro des pays d'Europe de l'Est face à la crise économique ou d'assouplir les critères requis pour le faire : « Il n'est pas question de changer les règles d'adhésion ou la durée de présence d'un État dans l'antichambre de la monnaie unique qui limite les fluctuations des pays candidats par rapport à la devise européenne ».
- Mardi 10 mars 2009 :
  - La Banque centrale européenne annonce une opération d'absorption destinée à retirer du circuit monétaire un excédent de liquidités. L'opération dite de « réglage fin » d'un volume illimité sera assortie d'un taux d'intérêt variable jusqu'à 2 % maximum. Les prévisions de la BCE tablent sur un « déséquilibre » de liquidités « largement positif », c'est-à-dire un surplus, alors que les banques implantées dans la zone euro doivent remplir leurs obligations de réserves minimum auprès de l'institution monétaire. Par cette action la BCE tente de drainer des excès de liquidités accumulées par les banques, qui préfèrent actuellement les mettre de côté plutôt que de se prêter entre elles.
  - Un membre du directoire de la BCE de la Banque centrale européenne, Lorenzo Bini Smaghi, déclare : « Si la situation devait se détériorer, la BCE est prête à encore baisser ses taux, également jusqu'à zéro […] Cela vaut surtout si l'économie venait effectivement à être menacée par une déflation », à savoir une baisse généralisée et durable des prix, mais ce n'est toutefois pas le cas actuellement.
  - Après d'âpres négociations, les ministres des finances européens sont parvenus à un compromis autorisant la réduction des taux de TVA inférieurs au seuil minimum de 15 % dans certains secteurs, dont la restauration, la construction, la coiffure, les soins et aides à domicile ou les petites réparations.
  - Quelque 340 militants de Greenpeace ont bloqué l'un des principaux bâtiments de l'Union européenne à Bruxelles, en pleine réunion des ministres des Finances, pour demander davantage d'efforts en faveur de la protection du climat. Selon l'organisation écologiste : « Les ministres européens des finances consacrent des centaines de milliards d'euros publics au sauvetage des banques et de leurs dirigeants mais ils n'avancent toujours pas un centime d'euro lorsqu'il s'agit de soutenir financièrement notre réponse à la crise climatique ».
  - Économie : Des inspecteurs des services européens de la concurrence ont perquisitionné au siège du groupe EDF car il est soupçonné d'avoir abusé de sa position dominante sur le marché français pour gonfler les prix de l'électricité : « La Commission soupçonne EDF d'être l'instigateur potentiel d'une hausse des prix sur le marché de gros de l'électricité en France ».
  - Le groupe de défense et d'aéronautique, EADS a dégagé un bénéfice net 2008 de 1,572 milliard d'euros, après une perte nette 2007 de 446 millions d'euros. Le groupe est sorti du rouge en 2008 et s'estime « en bonne position pour affronter la crise » malgré « un niveau de visibilité mitigé » pour 2009. Pour 2009, il prévoit un résultat d'exploitation (EBIT) avant exceptionnels en baisse mais « significativement positif ». Les retards l'A400M, un avion de transport militaire à vocation européenne, pèse lourds. Le groupe va devoir passer 704 millions d'euros de provisions dans ses comptes, en plus des 2,1 milliards d'euros d'ores et déjà provisionnés, pour tenir compte des importants retards pris par le développement de ce programme.
- Jeudi 12 mars 2009 : 
  - La Banque européenne d'investissement, bras financier de l'Union européenne, soutient l'industrie automobile, durement touchée par la crise, en approuvant un prêt de trois milliards d'euros au secteur automobile européen. L'argent sera destiné aux constructeurs allemands, italiens, français et suédois et serait essentiellement « destiné à améliorer l'efficacité énergétique des voitures et à réduire les émissions de CO2 ».
  - Selon les prévisions de l'organisation patronale européenne BusinessEurope, quelque 4,5 millions d'Européens devraient perdre leur emploi en 2009 du fait de la crise économique mondiale. Les chefs d'entreprises européens sont plus pessimistes que la Commission européenne, qui a pour sa part estimé en janvier que 3,5 millions d'emplois devraient être supprimés dans l'UE cette année.
- Lundi 16 mars 2009 : Selon l'office statistique européen Eurostat, la zone euro a perdu 453 000 emplois (-0,3 %) et l'Union européenne 672 000 (-0,3 %) au quatrième trimestre 2008. C'est le deuxième trimestre consécutif de baisse de l'emploi, tant dans la zone euro que dans l'UE. Sur l'ensemble de l'année 2008, l'emploi a néanmoins progressé de 0,8 % dans la zone euro et de 0,8 % dans l'UE. Il avait augmenté de 1,8 % dans les deux cas en 2007.
- Mercredi 18 mars 2009 : Le président de la FNSEA, Jean-Michel Lemétayer, demande que la Commission européenne revienne sur sa décision de supprimer les quotas laitiers devant « la crise terrible » qui se profile dans ce secteur au niveau européen, qualifiant cette mesure de « bêtise » et réaffirmant la nécessité d'une « politique de régulation ».

- Jeudi 19 mars 2009 : 

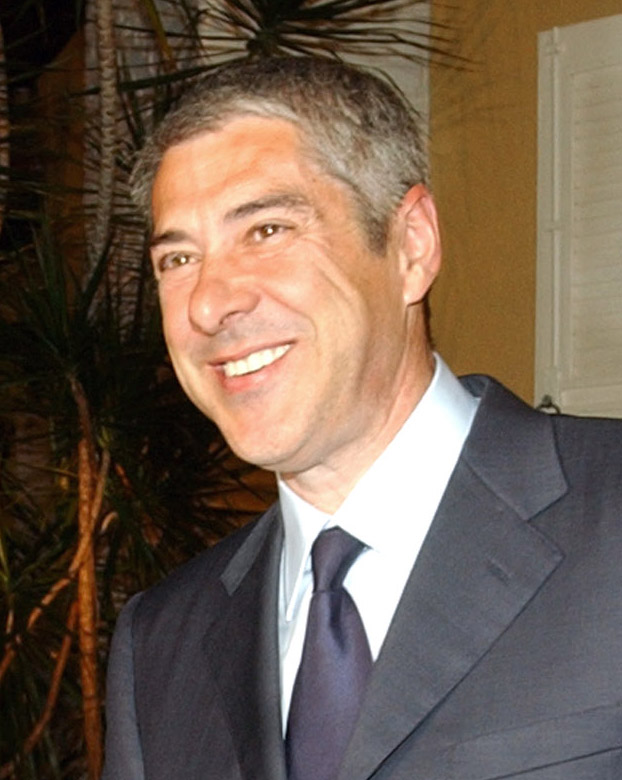
José Socrates
(Août 2006)

  - Le premier ministre portugais José Sócrates propose aux dirigeants européens la création d'un « mécanisme multilatéral » qui permette d'élargir le débat sur la relance économique mondiale au-delà du G20, qui doit se réunir le 2 avril à Londres : « Il est essentiel que nous élargissions la base du consensus international autour des mesures à prendre pour résoudre la crise économique et réformer le système financier international […] Des organisations comme l'Asean, l'Union africaine, le Mercosud, le Caricom et le Conseil de coopération du Golfe, ainsi que les structures émergeant en Asie centrale et orientale, devraient être invitées à participer […] le G20 reste le forum privilégié où l'UE devra continuer à faire ses propositions [et jouer] un rôle charnière, avec la Banque mondiale, dans la promotion d'un mécanisme multilatéral où les organisations et les institutions financières régionales auraient la parole ».
  - Les dirigeants de l'UE réunis en sommet se sont mis d'accord sur des projets d'investissement allant jusqu'à 5 milliards d'euros principalement dans l'énergie (4 milliards) et le reste dans l'amélioration de l'accès à l'internet à haut débit dans les zones rurales. Il s'agit de la seule contribution du budget de l'UE aux plans de relance des pays. D'autre part, ils se sont dits prêts à renflouer le Fonds monétaire international à hauteur d'au moins 75 milliards de dollars pour l'aider à faire face à la crise mondiale.
- Vendredi 20 mars 2009 : Les membres de la zone euro se sont accordés sur un plan de sauvetage destiné à éviter aux pays utilisant la monnaie européenne de faire faillite, une procédure qui pourrait bénéficier en premier lieu à l'Irlande et à la Grèce.

- Lundi 23 mars 2009 : 

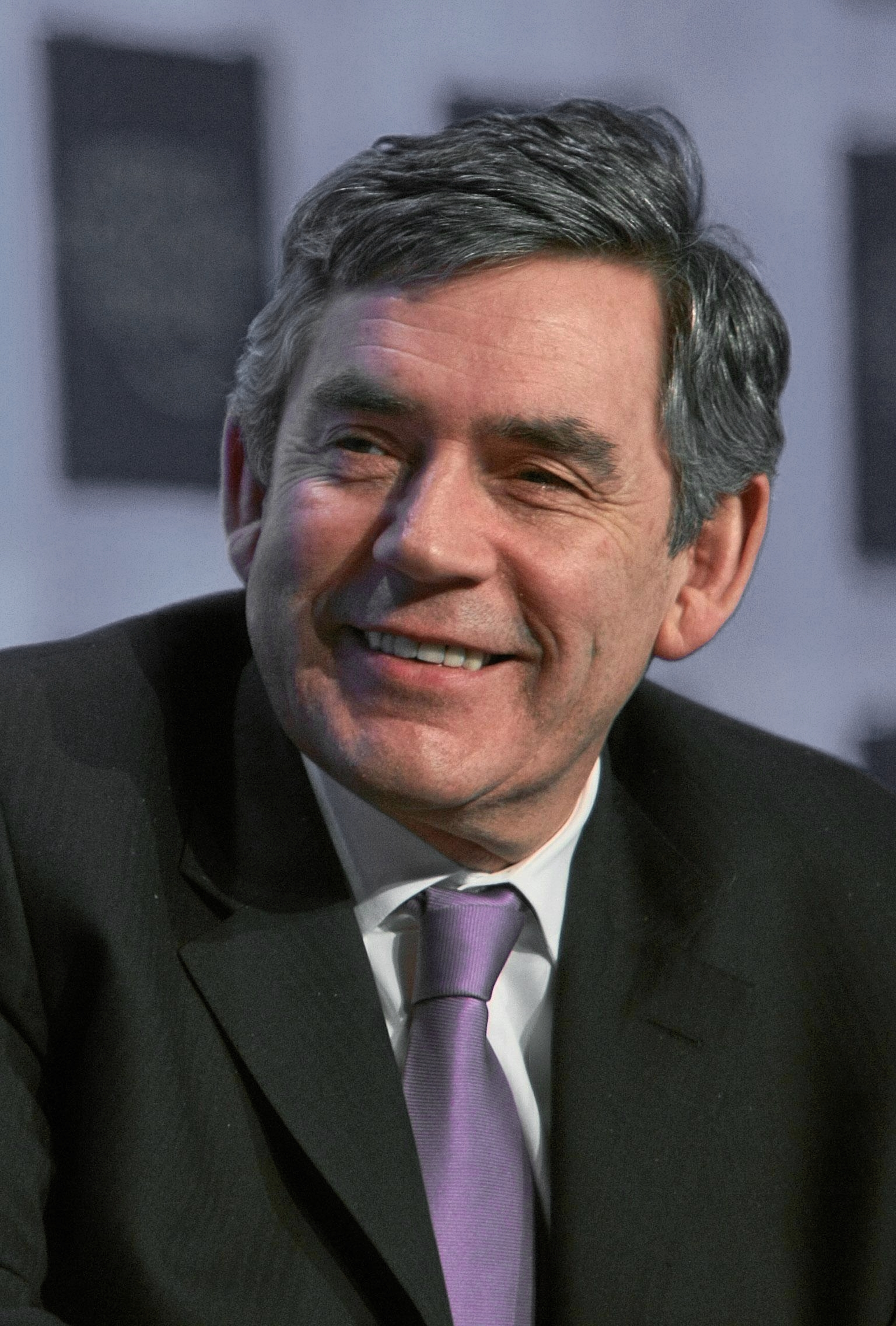
Gordon Brown
(Janvier 2008)

  - Selon Eurostat, la zone euro a enregistré un déficit de son commerce extérieur avec le reste du monde de 10,5 milliards d'euros en janvier.
  - L'Allemagne demande le report du relèvement des quotas de production de lait pour soulager la profession qui lutte pour sa survie. La situation a évolué de manière dramatique concernant les prix du lait en Europe.
  - Les deux groupes de téléphonie mobile, le britannique Vodafone et l'espagnol Telefonica annoncent qu'ils allaient partager leurs réseaux dans quatre pays européens, ce qui devrait leur faire économiser « des centaines de millions de livres » ou d'euros sur dix ans. Les deux groupes vont « partager leurs infrastructures de réseaux en Allemagne, Espagne, Irlande et au Royaume-Uni », et sont par ailleurs en « discussions avancées » concernant la République tchèque. Cette collaboration consistera en un partage des infrastructures de réseaux 2G et 3G, mais les deux groupes conserveront des offres distinctes.
  - Le premier ministre britannique Gordon Brown estime que certains pays d'Europe de l'Est connaissent des « problèmes énormes » à cause de la crise financière et ont besoin d'une aide urgente de l'Union européenne. Selon lui, ces pays ont été durement affectées à cause de leur dépendance aux capitaux étrangers provenant d'investisseurs de plus en plus échaudés par la crise; ces problèmes soulignent la nécessité « d'un effort international pour aider ces pays qui n'ont pas de ressources » à reconstruire leur système bancaire.
- Mardi 24 mars 2009 : Projet d'accord de libre échange avec la Corée du Sud. Ce projet d'accord serait « le plus ambitieux » du genre, jamais signé par l'UE avec un partenaire extérieur.

- Mercredi 25 mars 2009 : 
  - Parlement européen :

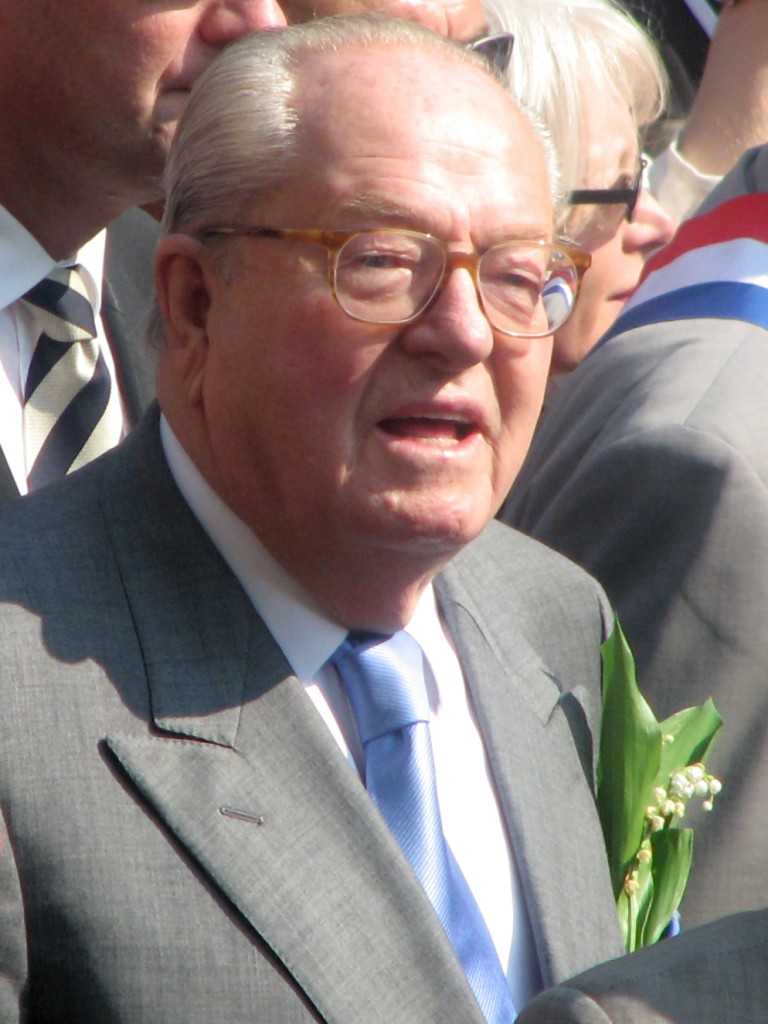
Jean-Marie Le Pen
(Mai 2007)

    - le chef du gouvernement tchèque et président en exercice de l'UE, Mirek Topolanek déclare devant le Parlement européen : « Je crois que les États-Unis se sont engagés sur une voie vers l'enfer », ce qui déclenche une polémique.
    - Le Parlement européen se prononce à une large majorité contre le clonage des animaux pour l'alimentation et la commercialisation des aliments ainsi obtenus lors du vote d'un texte sur une série de nouvelles catégories d'aliments autorisées dans l'UE. Selon les enquêtes, les citoyens européens rejettent majoritairement le clonage des animaux pour l'alimentation. Plusieurs experts européens, dont l'Agence européenne de Sécurité des Aliments (EFSA) et le Groupe d'éthique (GEE), ont pour leur part mis en lumière des problèmes de santé, de bien-être animal et de mortalité plus élevés chez les animaux clonés et leurs mères porteuses.
    - Le député européen Jean-Marie Le Pen, président du Front national, est au centre d'une opération politique montée au Parlement européen dans le but l'empêcher de présider en tant que doyen la séance inaugurale de la future assemblée. À la suite des insultes du président du groupe socialiste, Martin Schulz, le qualifiant de « vieux fasciste » et de « négationniste de l'Holocauste », Jean-Marie Le Pen (80 ans) a expliqué à la tribune qu'il avait été victime « d'accusations diffamatoires » affirmant « Je me suis borné à dire que les chambres à gaz étaient un détail de l'Histoire de la guerre mondiale, ce qui est une évidence », propos pour lesquels il a déjà été condamné en France[19].
    - Les principales forces politiques du Parlement européen ont annoncé leur détermination à empêcher le président du Front national français, Jean-Marie Le Pen de présider en tant que doyen leur prochaine session inaugurale, après sa nouvelle sortie sur les « chambres à gaz ».

  - Selon une étude du Conseil de l'Europe, les fictions américaines restent hégémoniques sur 124 chaînes de télévision de 13 pays européens même si elle a accusé un léger recul ces dernières années au profit des fictions nationales. L'offre américaine reste majoritaire dans le domaine des séries et feuilletons (59,5 % de l'offre), des films (55,7 %) des téléfilms (49,3 %) et de l'animation (45,4 %), même si la part des fictions européennes augmente de 36,1 % en 2005 à 39,1 % en 2007.
  - L'association patronale BusinessEurope élit à sa présidence l'ex-patron des patrons l'Allemand Jürgen Thumann (67 ans). Il remplacera à partir du 1er juillet 2009 le français Ernest-Antoine Seillière (71 ans). Jürgen Thumann a été président de la Fédération de l'industrie allemande (BDI), l'organisation patronale la plus influente dans son pays, de 2005 à 2008.
- Jeudi 26 mars 2009 : 
  - Selon le vice-président de la Banque centrale européenne (BCE), Lucas Papademos, les prix à la consommation pourraient reculer temporairement dans la zone euro et de nouvelles baisses des taux d'intérêt pourraient être envisageables. Cependant, il ne voyait pas « de risque significatif » de déflation en zone euro.
  - Le Parlement européen, par 481 voix contre 25 (et 21 abstentions), s'oppose au projet de loi français Hadopi estimant que « l'accès à Internet, comme l'accès à l'éducation, ne devrait jamais être bloqué par des gouvernements ou des compagnies privées ». Les eurodéputés ont adopté un rapport consacré au « renforcement de la sécurité et des libertés fondamentales sur Internet » qui mentionne que « garantir l'accès de tous les citoyens à Internet équivaut à garantir l'accès de tous les citoyens à l'éducation ».
  - Eurostar se prépare à acheter 23 nouvelles rames de train à grande vitesse afin de renouveler sa flotte en vue de l'ouverture à la concurrence des lignes ferroviaires internationales de transport de voyageurs l'an prochain. Eurostar exploite actuellement un parc de 27 rames pour son service inter-capitales (Paris, Londres, Bruxelles). Les rames mesurent 400 mètres de long, sont composées de 18 voitures et de 2 motrices. Leur capacité est de 750 places.
  - La compagnie aérienne Air France-KLM annonce une perte d'exploitation « de l'ordre de 200 millions d'euros » pour l'exercice 2008-2009 qui s'achève le 31 mars, enregistrant ses premières pertes depuis 1996. En fait, « l'évolution du résultat net 2008-2009 dépendra de la valorisation des instruments de couverture » précise l'entreprise qui utilise de façon importante des instruments financiers lui permettant de se couvrir sur les variations du prix du pétrole et de change.
- Samedi 28 mars 2009 : Quelque 450 délégués des partis écologistes des 27 pays de l'UE se sont réunis au Parlement européen à Bruxelles pour adopter leur programme pour les élections européennes de juin, baptisé « Un new deal vert pour une nouvelle Europe ». Ils proposent de « répondre à la crise globale que traverse l'Europe » par un « New Deal vert » pour lutter contre la crise financière et environnementale. Ils estiment que « le passage à une économie plus verte doublé de la lutte contre le changement climatique donneront un coup de fouet à l'emploi et augmenteront notre autosuffisante en réduisant notre dépendance aux importations d'énergie ».
- Dimanche 29 mars 2009 : 
  - Selon le secrétaire général de l'Otan Jaap de Hoop Scheffer, « l'administration du président Obama soutient pleinement le développement, au sein de l'Union européenne, de la dimension sécurité et défense », c'est-à-dire le développement des capacités de défense de l'Union européenne, l'une des priorités de la France : « Pour donner un exemple, ce sera plus facile, avec la France pleinement engagée dans l'Otan, de discuter de la Force de réaction rapide (NRF) de l'Otan et des groupements tactiques de l'Union européenne, parce que ce sont à peu près les mêmes soldats »[20].
  - Le patron d'Airbus, Thomas Enders, avertit que, « dans les conditions actuelles », son entreprise ne pouvait pas construire les avions de transport de troupes A400M, dont le retard de livraison est déjà estimé à au moins quatre ans.

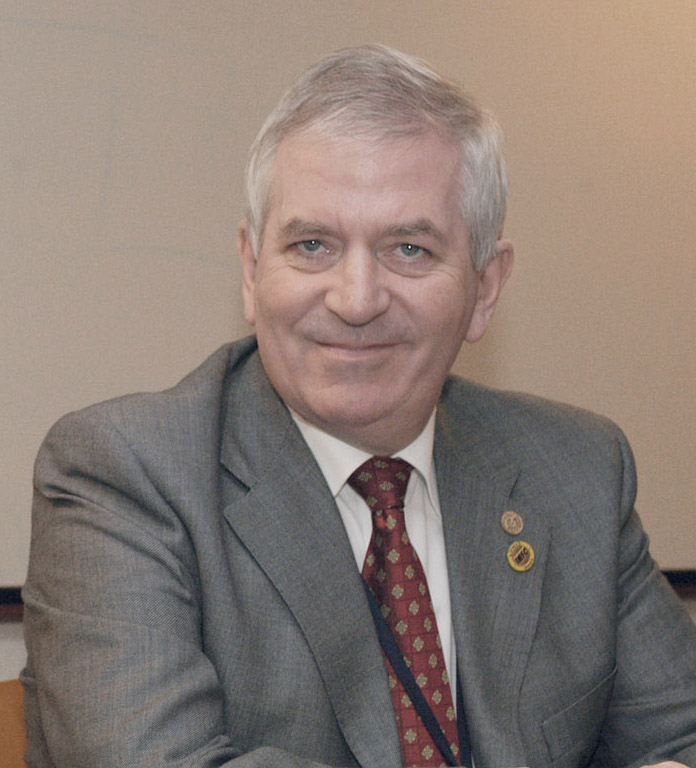
Charlie McCreevy
(Avril 2004)

- Lundi 30 mars 2009 : La Commission européenne annonce vouloir se doter d'un observatoire de la contrefaçon et du piratage pour introduire un peu de coordination dans la lutte contre ce fléau économique qui se chiffre en dizaines de milliards d'euros, représentant au moins 2 % du commerce mondial : « Nous avons différents acteurs comme les douanes, les forces de police et les bureaux pour la propriété intellectuelle, qui luttent contre la contrefaçon dans l'Union européenne, mais ils ne jouent pas ensemble […] Il n'existe aucun chiffre précis sur l'impact de la contrefaçon […] Pour l'instant, il n'y a que des estimations et nous pensons que les chiffres actuels, fondés sur les saisies, ne sont que la pointe de l'iceberg ». Cet observatoire inauguré prochainement par le commissaire chargé du marché intérieur, l'Irlandais Charlie McCreevy sera « une structure très légère dirigée par les services de la Commission ».
- Mardi 31 mars 2009 : 
  - Selon Eurostat, l'inflation a ralenti en mars dans la zone euro à son plus bas niveau jamais enregistré depuis la création de statistiques, à 0,6 % sur un an.
  - Les traitements et indemnités des commissaires de l'Union européenne suscitent une polémique.
  - La holding financière belgo-néerlandaise Fortis annonce une perte nette 2008 de 28 milliards d'euros supérieure aux 22,5 milliards anticipés mi-mars.

### Avril 2009
- Mercredi 1er avril 2009 : 
  - La Banque centrale européenne annonce avoir vendu 35,5 tonnes d'or.
  - Le taux de chômage dans la zone euro a encore augmenté en février pour atteindre 8,5 %, le taux le plus depuis mai 2006. Au total, 13,486 millions de personnes étaient au chômage en février dans les seize pays de la zone euro.
  - La Commission européenne ne renonce pas à imposer la culture du maïs génétiquement modifié de Monsanto, mais elle hésite à créer un nouveau psychodrame avec la France sur sa clause de sauvegarde. Le dossier est directement géré par le président de la Commission européenne, José Manuel Barroso, et il est source de tension avec Paris. D'autre pays européens — Autriche, Hongrie, Grèce — ont aussi pris des mesures d'interdiction.
- Jeudi 2 avril 2009 : La Banque centrale européenne abaisse le principal taux directeur de la zone euro d'un quart de point au niveau historiquement bas de 1,25 %.
- Dimanche 5 avril 2009 : Le président américain Barack Obama a soutenu devant 30 000 personnes à Prague, l'entrée de la Turquie dans l'Union européenne alors que cette adhésion en cours de négociation reste controversée parmi les pays européens. Sur la chaîne française TF1, le président français, Nicolas Sarkozy a rappelé son opposition à l'entrée de la Turquie dans l'UE : « Je travaille main dans la main avec le président Obama, mais s'agissant de l'Union européenne, c'est aux pays membres de l'Union européenne de décider […] J'ai toujours été opposé à cette entrée et je le reste. Je crois pouvoir dire qu'une immense majorité des États membres (de l'UE) est sur la position de la France ».
- Lundi 6 avril 2009 : 
  - Après avoir reçu une demande officielle des États-Unis, les ministres de l'intérieur et de la justice de l'Union européenne se penchent, à Luxembourg, sur l'accueil éventuel d'ex-détenus du camp de Guantanamo. Dans leur lettre officielle, les autorités américaines ont promis aux Vingt-Sept de leur livrer toutes les informations exigées sur les prisonniers libérables mais ne pouvant réintégrer leur pays d'origine, où ils risquent d'être soumis à des mauvais traitements.
  - Le Fonds monétaire international (FMI) serait favorable à l'adoption de l'euro par certains États d'Europe centrale et orientale touchés par la crise, sans qu'ils rejoignent formellement la zone euro, selon un rapport confidentiel cité par le Financial Times. Le Fonds estime que la zone euro pourrait assouplir ses critères d'adhésion de telle sorte que ces pays puissent devenir des « quasi-membres » sans siège à la Banque centrale européenne (BCE).
  - L'Union européenne adopte « à l'unanimité » par les 27 pays membres, « après des négociations difficiles », de nouvelles règles pour la pêche au thon rouge, en application d'un accord international conclu en novembre au Maroc, par la Commission internationale pour la conservation des thonidés de l'Atlantique (ICCAT), pour tenter de soulager cette espèce menacée[21].
- Mercredi 8 avril 2009 : La Commission européenne ajoute à sa liste noire des entreprises interdites de vols vers l'Union européenne, 6 compagnies aériennes du Kazakhstan, une de Thaïlande, une d'Ukraine et tous les transporteurs certifiés au Bénin. La liste noire prévoit désormais une interdiction d'exploitation en Europe pour tous les transporteurs d'Angola, du Bénin, de Guinée équatoriale, d'Indonésie, de la République kirghize, du Liberia, de Sierra Leone, du Swaziland, de la République démocratique du Congo (RDC) et du Gabon, hormis Gabon Airlines et Afrijet, qui bénéficient de dérogations pour un petit nombre d'appareils. 16 transporteurs individuels sont également interdits[22].
- Jeudi 9 avril 2009 : Selon le Fonds mondial pour la nature (WWF-France), le projet de réglementation européenne sur le bois illégal manque d'ambition. Ce projet de règlement ne définit pas ce que sont des activités d'exploitation illégales du bois et n'établit pas clairement ce qui constitue un délit, l'exploitation illégale du bois en est une des principales causes, précisant que près d'un quart des importations européennes de bois sont présumées d'origine illégale, dont 39 % pour la France. De même, elle ne garantit pas la traçabilité du bois jusqu'au consommateur, elle ne prévoit pas de système indépendant de contrôle et ne fixe pas non plus de cadre européen de sanctions avec des peines plancher, ce qui présente un risque de contournement via les pays les moins exigeants, regrette l'ONG. Le WWF, en collaboration avec Greenpeace, les Amis de la terre et France nature environnement (FNE), a établi une liste de 10 recommandations pour combler les lacunes de cette réglementation[23].
- Samedi 11 avril 2009 : Les Français sont opposés à 87 % au projet d'autorisation de la fabrication de vin rosé en mélangeant du vin rouge et du vin blanc. La Commission européenne repoussé de près d'un mois au 19 juin l'adoption de nouvelles pratiques œnologiques, dont l'autorisation contestée par la France de fabriquer du vin rosé en coupant du rouge avec du blanc.
- Mardi 14 avril 2009 : 
  - Le Fonds mondial pour la nature réclame la suspension de la saison de pêche au thon rouge en Europe qui doit commencer le 15 avril et s'achever le 15 juin, la jugeant « absurde et inexcusable » alors que « l'espèce est en voie de disparition » affirmant que « le thon rouge de la Méditerranée est arrivé à un point de non retour (…) la population reproductrice de thon rouge disparaîtra en 2012 si les quotas de pêche actuels sont maintenus », d'autant plus qu'il existe une surpêche chronique pour ce poisson très prisé. Selon les nouvelles règles prises par l'UE pour la pêche au thon rouge, le quota total de pêche devra être réduit à 12 406 tonnes en 2009 contre 16 210 tonnes en 20108.
  - Selon les services de la Commission européenne, le blocage des ports de Boulogne-sur-Mer et de Calais est un problème français, car les quotas de pêche sont négociés tous les ans sur la base de propositions de la Commission mais ce sont les ministres de chaque pays qui décident. Il n'est pas possible de revenir sur les attributions de quotas une fois que les décisions sont prises. Il faut que les pêcheurs fassent pression avant que le ministre n'accepte les quotas négociés.
- Jeudi 16 avril 2009:
  - Zone euro : la production industrielle a continué de reculer de 2,3 % en février dans la zone euro, enregistrant même une baisse record de 18,4 % en comparaison annuelle. Par contre les chiffres définitifs pour janvier sont meilleurs que ceux initialement annoncés, soit -2,4 % sur un mois et -16,0 % sur un an. D'autre part, l'inflation a continué à ralentir en mars atteignant son plus bas niveau historique à 0,6 % sur un an. Plusieurs économistes n'excluent pas un passage en dessous de zéro dans le courant de l'année. Le principal taux directeur de la BCE pourrait être abaissé de 1,25 vers 1,0.
  - Un navire marchand turc battant pavillon panaméen, sauve 154 immigrés clandestins, répartis dans deux embarcations dérivant à quelque 80 km au large de Lampedusa. Parmi eux 25 blessés « dont sept nécessitant une aide médicale d'urgence, en raison de fractures » et une femme enceinte. Un cadavre a aussi été repêché.
- Vendredi 17 avril 2009, zone euro : Le commerce extérieur de la zone euro accuse en février un déficit de 2 milliards €, bien inférieur aux 10,9 milliards enregistrés en janvier. En février 2008, le déficit avait été de 1,7 milliard. En données corrigées des variations saisonnières, les exportations ont augmenté de 0,5 % en février 2009 comparé au mois précédent, tandis que les importations ont baissé de 0,8 %. Pour l'ensemble des pays de l'UE, le déficit commercial a atteint 10,6 milliards € en février après 27,2 milliards € en janvier.
- Samedi 18 avril 2009, zone euro : Le président de la Banque centrale européenne (BCE), Jean-Claude Trichet, estime qu'un taux d'intérêt directeur proche de zéro, comme au Japon, n'était de son point de vue « pas approprié au cas européen ».
- Mardi 21 avril 2009: Le Parlement européen vote un amendement sur la liberté d'accès à Internet selon lequel « aucune restriction ne peut être imposée aux droits et libertés fondamentaux des utilisateurs finaux sans décision préalable des autorités judiciaires ». L'amendement est à l'origine dirigé contre un projet français de lutte contre le piratage, dit de « riposte graduée », dont l'application n'est pas confiée à la justice mais à une autorité administrative indépendante, l'Hadopi[24].
- Mercredi 22 avril 2009: Le Parlement européen vote un texte plafonnant les tarifs de l'Internet mobile. Ce texte s'attaque aux dérives constatées, car envoyer des SMS, lire des courriels, télécharger des films ou de la musique sur Internet sur son portable depuis l'étranger peut se révéler extrêmement coûteux. Le texte est entériné dès la première lecture car il a fait l'objet d'un accord avec les États de l'UE[25].
- Jeudi 23 avril 2009: 
  - Les États de l'Union européenne acceptent de transmettre à la Commission européenne la demande officielle de candidature du Monténégro, bloquée depuis plusieurs mois par certains pays, comme l'Allemagne, hostiles à la poursuite du processus d'élargissement de l'Union. Le Monténégro a déposé officiellement sa candidature à l'adhésion à l'UE en décembre dernier auprès de la présidence française de l'UE. La procédure veut ensuite que la Commission rédige son avis sur l'opportunité d'accorder ou non le statut de candidat officiel.
  - Le projet en préparation de la Commission européenne sur les fonds spéculatifs, suscite une importante polémique. Le commissaire irlandais Charlie McCreevy, partisan de l'autorégulation des marchés financiers a longtemps refusé de légiférer, alors que le parlement exige depuis septembre des mesures. Le projet prévoit non pas de réguler les fonds mais les sociétés gestionnaires qui devront solliciter une autorisation d'exercer en Europe, ce qui leur permettrait ensuite de commercialiser leurs fonds dans toute l'Union européenne (UE), quel que soit l'endroit où ceux-ci sont domiciliés. Selon ses détracteurs, ce choix aboutira à ouvrir le marché européen aux fonds domiciliés dans les paradis fiscaux.
  - Des régions de France, d'Allemagne et de Suisse annoncent le lancement pour le 1er mai d'un projet touristique trinational de « région métropolitaine du Rhin supérieur » comprenant 26 participants parmi lesquels la Région Alsace, le land du Bade-Wurtemberg, les villes de Strasbourg, Colmar, Mulhouse (France), Baden-Baden (Allemagne), Bâle (Suisse) et les comités touristiques régionaux. Doté de 2 millions d'euros pour la période 2010-2012, le programme est financé pour moitié par l'Union européenne et s'est notamment fixé comme objectif la création d'un portail internet commun et une représentation unique de la région tri-nationale à l'étranger lors de salons.
  - Les ministres européens de la pêche approuvent un plan d'action présenté par la Commission européenne s'engageant à défendre les requins, dont certaines espèces sont menacées de disparition par la surpêche dans les eaux communautaires et l'appétit des consommateurs. Ils lui demandent de faire en sorte que « les mesures adoptées soient simples, proportionnées, d'un bon rapport coût-efficacité et tiennent compte des espèces fréquentant chaque zone de pêche », invitant la Commission à « présenter un calendrier détaillé concernant les diverses mesures prévues dans le plan d'action ». Selon le commissaire Joe Borg, « un tiers des espèces de requins dans les eaux communautaires sont menacées par la surpêche ». La flotte de l'Union européenne pêche chaque année environ 100 000 tonnes de requins et espèces apparentées, comme les raies, soit un huitième des captures mondiales.
- Samedi 25 avril 2009 : Le commissaire européen aux affaires économiques, Joaquin Almunia, annonce que la Commission européenne allait proposer cette année « une réforme ambitieuse » du système financier des 27, fixant 5 objectifs : apporter à l'UE un système de surveillance capable de détecter les menaces de manière précoce, remplir les lacunes de la réglementation sur certains instruments ou acteurs financiers, renforcer les assurances pour les épargnants, investisseurs et entreprises et d'avoir accès aux financements, améliorer la gestion des risques et le système de primes, et aggraver les sanctions contre les infractions aux règles des marchés.
- Lundi 27 avril 2009 : L'Union européenne lance officiellement des procédures pour « déficit excessif » contre la France, l'Espagne, l'Irlande et la Grèce, dont les finances publiques se sont dégradées ces derniers mois en raison de la crise, ainsi que des recommandations « sur les mesures correctives nécessaires ». L'UE accorde jusqu'en 2012 à la France et l'Espagne pour ramener leur déficit public sous la limite en vigueur de 3 % du PIB, demande à la Grèce de revenir dès 2010 sous les 3 % et à l'Irlande, qui compte parmi les pays européens les plus touchés par la crise, de le faire en 2013.
- Jeudi 30 avril 2009 : La commissaire européenne à la Santé Androulla Vassiliou, déclare qu'une pandémie de grippe H1N1 est à l'heure actuelle « très probable », ce qui ne veut pas dire qu'elle sera très meurtrière, « il n'y a absolument aucune raison de paniquer ».

### Mai 2009
- Lundi 4 mai 2009 :
  - La Commission européenne indique s'attendre à une perte de 8,5 millions d'emplois en 2009 et en 2010 dans l'UE. Elle table sur une forte hausse du taux de chômage à 9,9 % en zone euro cette année, puis à 11,5 % en 2010, avec des pointes à 20,5 % en Espagne l'an prochain, et 12,1 % en Irlande.
  - Jean-Claude Juncker, chef de file des ministres des Finances de la zone euro, pronostique « une crise sociale » en Europe, du fait de la forte hausse attendue du chômage, et exhorté les entreprises à éviter les « licenciements massifs et prématurés » en ayant recours en priorité au chômage partiel en cas de difficulté, et à faire preuve « de responsabilité sociale » : « Tous les efforts doivent être orientés vers l'encadrement social et économique de cette situation", a-t-il ajouté, en invitant les gouvernements à amortir le choc pour les salariés appelés à perdre leur emploi ».
- Mardi 5 mai 2009 :
  - Le président français Nicolas Sarkozy, dans son discours sur l'Europe, brandit la menace d'une taxe carbone pour lutter contre le « dumping écologique » : « La France se battra aux côtés de ses 26 partenaires européens pour obtenir un accord mondial ambitieux dans le changement climatique […] Mais je le dis solennellement, il n'est pas question d'imposer à nos entreprises des règles très contraignantes en matière d'environnement et d'accepter que l'on continue d'importer en Europe des produits de pays qui ne respectent pas ces règles […] Face aux pays qui refuseraient de jouer le jeu de la protection de l'environnement, la France se battra pour l'instauration d'une taxe carbone aux frontières de l'Europe qui permettra à l'Europe de faire face au dumping écologique ».
  - Le président français Nicolas Sarkozy, déclare que l'Union européenne devrait « engager dès maintenant avec la Turquie des négociations pour créer un espace économique et de sécurité commun » tout en réaffirmant son hostilité à l'adhésion d'Ankara à l'UE : « Il y a des pays comme la Turquie qui partagent avec l'Europe une part de destinée commune, qui ont vocation à construire avec l'Europe une relation privilégiée (...) mais qui n'ont pas vocation à devenir membre de l'Union européenne […] Nous serions mieux inspirés d'engager dès maintenant avec la Turquie des négociations pour créer un espace économique et de sécurité commun […] il faut que l'Europe cesse de se diluer dans un élargissement sans fin. Il faut que l'Europe ait des frontières ».
  - Le président français Nicolas Sarkozy, souhaite la création d'une « centrale européenne d'achat du gaz, pour que l'Europe ait une vraie force de négociation face à ses fournisseurs », après plusieurs crises dues à des interruptions de livraisons de gaz russe.
  - Les députés européens, par 540 voix contre 66 et 34 abstentions, refusent de limiter l'expérimentation scientifique en laboratoire sur les animaux et le recours aux primates, pour éviter de compromettre la recherche médicale, à la grande satisfaction de l'industrie pharmaceutique. Selon le député britannique, Neil Parish : « Nous voulons tous réduire le nombre de tests sur les animaux. Mais les citoyens européens demandent aussi à juste titre les meilleurs traitements médicaux les plus efficaces possibles »[26].
- Mercredi 6 mai 2009 :
  - Le Parlement européen vote à une large majorité un amendement réformant son règlement dans le seul but d'empêcher le chef de la droite nationale et populiste, Jean-Marie Le Pen de présider la session inaugurale en tant que doyen de la nouvelle assemblée au lendemain des élections européennes.
  - L'avionneur Airbus annonce qu'il allait changer son calendrier de livraisons d'A380 en 2009/2010 « en raison de la crise économique et aéronautique actuelle et à la suite de demandes spécifiques de report des clients », ce qui signifie des reports de livraisons pour 14 appareils double-pont en 2009 (contre 18 prévus) et « plus de 20 » en 2010. Le constructeur confirme à nouveau son intention de réduire les cadences de production des appareils de la famille A320 de 36 à 34 exemplaires par mois à partir d'octobre prochain. Alors que les cadences de production des appareils de la famille A330/A340 sont pour l'heure de 8,5 appareils par mois. Cependant, Airbus confirme son objectif de livrer en 2009 « sensiblement le même nombre d'appareils » qu'en 2008 (483 appareils).
- Jeudi 7 mai 2009 : La Banque centrale européenne baisse d'un quart de point son principal taux directeur tombé à son niveau plancher historique de 1 %. D'autre part, elle prévoit d'acheter pour environ 60 milliards d'euros d'obligations sécurisées en euro pour aider l'économie. Ces obligations, équivalentes aux « pfandbriefe » en Allemagne, sont couvertes par des crédits hypothécaires ou des créances du secteur public et sont considérées comme relativement sûres. Cette mesure « d'assouplissement quantitatif » est censée prendre le relais des baisses de taux directeurs, quand celles-ci n'ont pas l'effet escompté.
- Vendredi 8 mai 2009 : Le premier ministre luxembourgeois Jean-Claude Juncker se déclare particulièrement outré des déclarations « en apparence humoristiques » de certains dirigeants allemands, notamment celle du président du parti social-démocrate, Franz Müntefering, qui a récemment déclaré « qu'autrefois » l'Allemagne réglait ses problèmes avec ses voisins en y envoyant ses soldats, « mais que cela ne se faisait plus aujourd'hui », et celle du ministre des Finances, Peer Steinbrück, qui a estimé qu'il fallait « envoyer la cavalerie » contre les « Indiens de la Suisse » et a comparé le Luxembourg au Burkina Faso pour ses pratiques en matière de secret bancaire : « Nous ne trouvons pas cela drôle. Nous avons déjà été occupés et avons souffert sous l'occupation allemande. Dieu soit loué, nous ne réglons plus nos problèmes aujourd'hui avec des soldats ». Il a également critiqué Londres pour ses pratiques fiscales destinées à attirer les milliardaires étrangers et a estimé que l'Allemagne, jusqu'en 2005, « était le plus grand paradis fiscal européen ».
- Dimanche 10 mai 2009 : Dans un entretien au journal allemand Bild am Sontag, le président français Nicolas Sarkozy affirme qu'il forme, avec la chancelière allemande Angela Merkel, « une équipe efficace au service d'une Europe qui agit » : « Nos parcours sont très différents et je suis fasciné par celui d'Angela : quel destin ! […] Angela Merkel sait qu'elle peut compter sur moi comme je sais pouvoir compter sur elle […] une Europe bien organisée […] cela suppose que nous cessions de nous élargir indéfiniment. Cessons de faire des promesses vaines à la Turquie et étudions avec elle la création d'un grand espace économique et humain commun, que nous pourrions aussi proposer à la Russie ».
- Mercredi 13 mai 2009 :
  - La Commission européenne inflige une amende record de 1,06 milliard de dollars au leader Intel pour abus de position dominante. La Commission européenne a sanctionné Intel pour des pratiques commerciales jugées illégales, notamment ses ristournes aux fabricants d'ordinateurs qui s'engageaient en retour à acheter leurs processeurs uniquement auprès d'Intel (77,3 % du marché mondial), écartant de facto les autres fabricants de puces, dont AMD. Le fabricant américain de microprocesseurs AMD, n°2 mondial du marché, salue cette décision qu'il considère comme « une étape importante dans la mise en place d'un marché véritablement concurrentiel » et se dit « impatient de quitter un marché que dominait Intel pour un marché dominé par les clients »[27].
  - Les États-Unis et l'Union européenne signent un accord pour régler leur différend commercial sur le bœuf américain, ce qui signifie l'abandon des sanctions que Washington envisageait contre le roquefort. En échange d'un accès accru et non taxé au marché européen pour la viande bovine américaine dite « de qualité », à hauteur de 20 000 tonnes pendant trois ans puis 45 000 tonnes ensuite, l'UE a obtenu de pouvoir continuer à bannir sur son territoire la viande d'animaux traités aux hormones de croissance[28].
- Lundi 18 mai 2009 : Le commerce extérieur de la zone euro a enregistré en mars un excédent de 0,4 milliard d'euros, après un déficit de 1 milliard en février, selon l'office européen des statistiques.
- Mardi 19 mai 2009 : Le groupe de transport aérien, Air France-KLM annonce une perte 2008/2009 de 814 millions d'euros et la prochaine réduction des effectifs de 2 700 personnes sans licenciements secs.
- Mercredi 20 mai 2009 :
  - L'European Milk Board (EMB, syndicat européen du lait) et l'Organisation des producteurs de lait (OPL) menacent de faire « la grève européenne du lait » si une politique laitière n'était pas mise en place « très rapidement » au sein de l'Union européenne.
  - Le patron d'Airbus, l'Allemand Thomas Enders, est entendu par la brigade financière à Paris dans le cadre de l'affaire de délits d'initiés présumés de sa maison mère EADS. Il a vendu 50 000 actions EADS issues de ses stock-options en novembre 2005 pour environ 711 750 euros. Au total, 17 dirigeants anciens et actuels d'EADS (neuf Français, quatre Allemands, deux Américains, un Finlandais et un Britannique) sont mis en cause par l'Autorité des marchés financiers (AMF), le gendarme français de la Bourse, sur les conditions dans lesquelles ils ont cédé des stock-options entre 2005 et 2006 qui leur ont rapporté d'importantes plus-values. Ils sont soupçonnés d'avoir bénéficié d'informations privilégiées sur la situation du groupe. Informations qui leur auraient permis de vendre leur titre au cours le plus élevé et donc de s'enrichir personnellement. Il y a déjà eu 5 inculpations dans ce dossier[29].
- Vendredi 22 mai 2009 : À l'issue du sommet bi-annel avec l'Union européenne, organisé à Khabarovsk, le président Dmitri Medvedev a mis en garde contre une nouvelle guerre du gaz, émet « des soutes sur les capacités de paiement de l'Ukraine » pour ses achats de gaz russe et soulignant l'« intérêt » des pays européens à « garantir » leur « sécurité énergétique » : « Dans cette situation, les partenaires aident leurs partenaires, et nous sommes prêts à aider l'État ukrainien mais nous aimerions que l'UE assure une partie significative de ce travail ». Selon le président de la Commission européenne José Manuel Barroso, le sommet n'a guère progressé sur les moyens, les nouvelles mesures à prendre doivent reposer sur la Charte de l'Énergie dont Moscou ne veut pas entendre parler.
- Samedi 23 mai 2009 : Le président de la Banque centrale européenne, Jean-Claude Trichet, à l'issue d'une réunion à Rome du "Groupe des 30" qui rassemble des banquiers centraux et des personnalités du monde de la finance, a réitéré que la chute du produit intérieur brut dans le monde développé était en train de ralentir, la reprise étant attendue en 2010, « les chiffres positifs vont apparaître dans le courant de l'année prochaine ». Il confirme qu'il est « hors de question » de modifier le rôle et la mission de la BCE dans le maintien de la stabilité des prix, car « les banques centrales existent pour assurer la stabilité des prix qui est un élément crucial pour la confiance » sur les marchés.
- Lundi 25 mai 2009 : Désaccord profond entre la France et la Commission européenne face à la crise du secteur laitier. La France plaide en faveur du maintien, sous une forme ou une autre, du système des quotas de production dans l'Union européenne, appelés à disparaître, mais s'est vu adresser une fin de non recevoir de la Commission européenne[30].
- Lundi 29 juin 2009 :
  - Les principaux équipementiers de téléphones portables se sont engagés auprès de la Commission européenne pour proposer des chargeurs de téléphone uniques dans toute l'Europe dès 2010, évitant ainsi plusieurs milliers de tonnes de déchets grâce au nouveau chargeur universel, et pour assurer la compatibilité via la connexion micro-USB[31].
  - Selon la Cour des comptes de l'UE, Galileo, l'ambitieux programme spatial destiné à doter l'Union européenne d'un instrument de navigation par satellite concurrent du GPS américain, a été mal préparé et mal géré : Galileo « n'a pas réussi à atteindre la plupart de ses objectifs en raison de facteurs sur lesquels elle n'avait aucune prise » car la Commission « n'est pas parvenue à diriger le programme de manière proactive et l'a laissé sans personne aux commandes ». Les États sont également responsables, car « leurs attentes divergentes quant au programme les ont poussés à intervenir dans l'intérêt de leurs industries nationales et à bloquer les décisions [...] Les compromis dégagés ont engendré des problèmes de mise en œuvre, des retards et in fine des dépassements de coûts »[32].
- Samedi 30 mai 2009 : Le chef du parti conservateur britannique, David Cameron, annonce la création dans le nouveau Parlement européen d'un groupe antifédéraliste, avec le parti conservateur polonais Droit et Justice (PiS) et la droite libérale tchèque (ODS) de l'ex-premier ministre tchèque Mirek Topolanek : « Pour la première fois depuis l'élargissement, un groupe fort de centre-droit fera son apparition au Parlement européen et sera une alternative aux idées fédéralistes […] Nous voulons nous écarter d'une Union européenne bureaucratisée, repliée sur elle-même et gaspilleuse de ses ressources. Nous voulons passer à une Union européenne qui cherchera une relance économique […] Aujourd'hui, les peuples européens aspirent à une Union européenne d'États nationaux et non à des États-Unis d'Europe […] »[33].

### Juin 2009
- Mardi 2 juin 2009 :
  - Le taux de chômage dans la zone euro a franchi la barre des 9 % en avril, à 9,2 %, soit son plus haut niveau depuis septembre 1999. En un mois, le nombre de sans-emploi a progressé de 396 000 dans la zone euro pour arriver à un total à 14,579 millions de personnes.
  - La ministre française de l'Économie, Christine Lagarde, propose d'assouplir les règles en vigueur dans l'Union européenne en matière d'endettement public afin de permettre une gestion distincte des déficits liés directement aux plans de relance : « Ces déficits causés par la crise, qui aboutissent aussi à des dettes liées à la crise, devraient selon moi être gérés séparément […] La priorité n'est pas encore de réduire les déficits et la dette. Pour l'instant, nous devons nous concentrer totalement sur la préservation des emplois et la création d'emplois nouveaux »[34].
- Mercredi 3 juin 2009 : Le chef historique de Solidarnosc et prix Nobel de la Paix, le Polonais Lech Wałęsa (65 ans), appelle les Européens à revenir aux « valeurs morales », à l'occasion du 20e anniversaire des élections polonaises qui avaient sonné le glas du bloc soviétique. Selon lui, ce sont précisément ces valeurs qui avaient constitué « une arme décisive il y a vingt ans », quand Solidarnosc avait battu aux législatives du 4 juin 1989 le pouvoir communiste de l'époque : « Tirez en la bonne leçon: les valeurs morales sont plus importantes que le nucléaire, que tout […] Essayez de bâtir sur les valeurs vos solutions économiques et politiques […] Si nous réussissons, nous rendrons le monde un peu meilleur. Nous préserverons l'unité européenne, la sagesse européenne et, grâce à la solidarité, la justice européenne […] Dans le cas contraire, nous allons reculer vers des nationalismes, des protectionnismes, vers la lutte contre les minorités nationales. Cela commence déjà ».
- Jeudi 4 juin 2009 : L'Union européenne et les gouvernements des différents pays adoptent un compromis sur les conditions d'accueil dans l'UE d'ex-détenus de Guantanamo, renonçant à certains de leurs principes de départ afin d'aider le président américain Barack Obama à tourner la page de ce centre de détention des terroristes islamistes. Selon le commissaire européen chargé de la Sécurité, le Français Jacques Barrot, les ministres de l'Intérieur des 27 réunis à Luxembourg ont adopté un compromis donnant des assurances en matière de sécurité aux pays de l'UE qui étaient les plus réservés (Autriche, Allemagne, Italie)[35].
- Vendredi 5 juin 2009 : Le constructeur aéronautique européen Airbus a enregistré 21 annulations et 11 commandes nettes d'avions sur les cinq premiers mois de l'année.
- Dimanche 7 juin 2009 :
  - Les conservateurs du Parti populaire européen ont remporté les élections au Parlement européen avec 263 à 273 sièges, devant les socialistes avec 155 à 165 sièges (contre 215 en 2004), sur un total de 736 sièges dans l'hémicycle, selon les premières estimations. Les conservateurs britanniques (27 dans l'hémicycle sortant) et tchèques (14 sortants) ne sont plus comptabilisés dans ce groupe politique qu'ils ont prévu de quitter. Les libéraux obtiennent de 78 à 84 eurodéputés, et les Verts de 52 à 56. Les communistes de la Gauche unitaire européenne (GUE) obtiennent 33 sièges, les eurosceptiques de l'Union pour l'Europe des Nations (UEN) obtiennent 37 sièges et les souverainistes de Indépendance et démocratie obtiennent de 15 à 19 sièges. La participation a enregistré un nouveau record à la baisse, avec 43,39 % (-2,0 pt).
  - Ces élections ont été marquées par une importante des partis de droite et d'extrême droite en Europe :
    - En Allemagne, les conservateurs de la chancelière Angela Merkel sont largement en tête, avec 38 % des voix. Les sociaux-démocrates (SPD) enregistrent leur plus mauvais résultat avec 20,8 % des voix.
    - En Autriche, le parti conservateur, avec 29,7 % des voix, est en tête devant les sociaux-démocrates (23,9 %), qui subissent une déroute historique. L'eurosceptique Hans-Peter Martin fait une percée à 17,9 %, et l'extrême droite est en hausse par rapport à son score de 2004.
    - En Belgique, les chrétiens-démocrates flamands (CDV) ont remporté les élections avec 23,64 % des voix, devant les libéraux flamands et les socialistes francophones, selon les chiffres partiels.
    - En Bulgarie, le parti de droite arrive en première position.
    - À Chypre, le parti de droite arrive en première position.
    - Au Danemark, les sociaux-démocrates, dans l'opposition, arrivent en tête. Les libéraux au pouvoir maintiennent leurs trois sièges et leurs alliés conservateurs de la coalition bipartite préservent leur unique député. Le Parti du peuple danois (PPD, extrême droite), principal soutien parlementaire du gouvernement, emporte deux sièges.
    - En Espagne, la droite a battu les socialistes au pouvoir, avec 42,03 % des voix, et gagne 23 sièges sur un total de 50 à pourvoir. Le Parti socialiste au pouvoir, obtient 38,66 % des voix, et gagne 21 sièges.
    - En Finlande, le parti au discours anti-immigrés et anti-UE des Vrais Finlandais obtient 10 % des voix.
    - En Grande-Bretagne, les résultats le Parti travailliste du premier ministre Gordon Brown sont en importantes baisse. Le BNP, parti d'extrême droite, obtient son premier élu européen.
    - En Grèce, l'opposition socialiste, Pasok est arrivée largement en tête avec 36 % des voix, devant le parti conservateur de la Nouvelle Démocratie (ND) du Premier ministre Costas Caramanlis, qui obtient 34 % des voix.
    - En Hongrie, la plus grande formation de l'opposition de droite, le parti Fidesz, arrive en tête avec 56,37 % des voix, avec une avance écrasante sur les socialistes du MSZP (17,37 %) au pouvoir. L'extrême droite fait une perçée, avec 14,77 % des suffrages.
    - En Italie, le parti de Silvio Berlusconi est en nette progression et remporte les européennes en obtenant 34,7 % des voix, contre 27 % pour le principal parti de gauche.
    - En Lettonie, le parti de droite arrive en première position.
    - En Lituanie, le parti de droite arrive en première position.
    - Aux Pays-Bas, le parti d'extrême droite islamophobe et antieuropéen du député Geert Wilders a remporté 16,4 % des voix, soit la deuxième place, derrière les chrétiens-démocrates du Premier ministre Jan Peter Balkenende, à 20 %.
    - En Pologne, le parti libéral Plateforme civique, au pouvoir, sort largement vainqueur, avec 45,3 % des voix. Le parti conservateur Droit et Justice (PiS) des frères Kaczynski arrive en deuxième position, avec 29,5 % des voix, devant la coalition de l'Alliance de la gauche démocratique (SLD) et de l'Union du travail (UP), avec 12 % des voix et Parti paysan (PSL, au pouvoir avec la PO) avec 7,9 %.
    - Au Portugal, le Parti socialiste du premier ministre portugais José Sócrates a recueilli 26,45 % des voix et est battu par le Parti social-démocrate (PSD, droite) qui obtient 33,07 % des suffrages. Le grand vainqueur est la gauche non socialiste, qui totalise plus de 20 % des voix.
    - En Roumanie, la gauche sociale-démocrate et la droite démocrate-libérale, qui forment la coalition au pouvoir en Roumanie, sont à égalité, avec entre 30 % et 31 % des voix.
    - En Slovaquie, le parti de gauche du très populaire premier ministre a remporté 32,1 % des voix.
    - En Slovénie, le parti de droite arrive en première position.
    - En Suède, les sociaux-démocrates, dans l'opposition, arrivent en tête avec 25,1 % des voix, devant le parti de centre droit au pouvoir des Modérés, avec 18,5 %. Le parti écologiste progresse fortement, avec 11,5 % des voi, alors que le Parti des pirates, qui veut principalement protéger la vie privée des internautes et légaliser le partage de fichiers sur Internet, obtiendrait 7,4 % des voix et entrerait ainsi au Parlement européen.
- Lundi 8 juin 2009 : La commissaire à l'Agriculture, Mariann Fischer Boel, annonce que la Commission européenne renonce à faire adopter l'autorisation de fabriquer du vin rosé en coupant du rouge avec du blanc, pratique très contestée en France et en Italie : « Il est important d'écouter nos producteurs quand ils s'inquiètent de changements dans les régulations. Il était clair ces dernières semaines qu'une majorité de notre secteur viticole pensait que mettre un terme à l'interdiction du coupage allait saper l'image du rosé traditionnel ».
- Mardi 9 juin 2009 :
  - La commissaire à la Santé, Androulla Vassiliou, prône une stratégie commune de vaccination — production, disponibilité et de distribution des vaccins — contre la grippe A(H1N1), consistant en particulier à choisir des groupes prioritaires dans la population européenne, estimant que l'Europe ne disposera pas des quantités de vaccins nécessaires dès le début de la campagne.
  - Air France a porté plainte auprès de la gendarmerie des transports aériens en France après avoir constaté un acte de malveillance sur l'un de ses Airbus A318 qui devait relier Düsseldorf à Paris. Des mécaniciens d'Air France ont découvert que deux faisceaux électriques reliés à détecteur de fumée situé dans une soute à bagages de l'avion avaient été sectionnés. Selon la compagnie, « cet incident prend un relief particulier après la catastrophe du Rio-Paris, mais ce n'est pas la première fois qu'on assiste à ce type d'actes de malveillance sans conséquence, notamment dans les soutes »[36].
- Dimanche 14 juin 2009 : Premier décès dû à la grippe A/H1N1 en Écosse, au Royaume-Uni et en Europe.
- Lundi 15 juin 2009 :
  - L'Office européen des statistiques indique que 1,22 million d'emplois ont été détruits au premier trimestre dans la zone euro, et 1,916 million d'emplois dans l'ensemble des 27 pays de l'Union européenne, soit un recul global de 0,8 % comparé aux trois mois précédents. C'est le troisième trimestre consécutif de baisse de l'emploi. Au premier trimestre, 223,8 millions d'Européens avaient un emploi dans l'UE, dont 146,2 millions en zone euro.
  - L'avionneur Airbus annonce son premier grand contrat de l'année, au premier jour du Salon du Bourget assombri par la crise : Qatar Airways, une des grandes compagnies du Golfe, a acheté 24 moyen-courriers de la famille des A320 pour 1,9 milliard de dollars.
- Mardi 16 juin 2009 :
  - Selon le baromètre Ipsos/Europ Assistance, sous l'effet de la crise, les Européens sont moins nombreux à partir en vacances cet été et prévoient de restreindre leur budget. Les deux tiers des Européens (64 %) interrogés en mars ont déclaré vouloir partir cet été, contre 67 % en 2008. Dans ce contexte morose, le budget vacances des Européens est sensiblement revu à la baisse: ils prévoient de dépenser 2 066 euros en moyenne par foyer, contre 2 206 euros en 2008. 78 % des Européens comptent rester en Europe, contre 76 % en 2008, et 46 % (+1 point) séjourneront dans leur propre pays. Leurs destinations privilégiées sont l'Italie (21 %, +3) et l'Espagne (17 %, +1), qui détrônent cet été la France (16 %, -2).
  - Arianespace a signé en 2008 treize contrats « sur un total de 18 ouverts à la compétition », confirmant ainsi sa position de leader mondial sur ce marché. Le chiffre d'affaires pour 2008 a été de 955,7 millions d'euros pour un résultat net de 2,5 millions, « positif pour la sixième année consécutive ». En 2008, six Ariane-5 et un lanceur Soyouz ont lancé avec succès « 11 satellites et pour la première fois,
  - La Banque européenne d'investissement (BEI), dans le cadre du Mécanisme européen pour des transports propres (METP), accorde un prêt de 300 millions d'euros au groupe français Safran qui « servira à financer la R&D de moteurs aéronautiques faiblement consommateurs en carburant et plus respectueux de l’environnement ». Sa filiale, le motoriste aéronautique Snecma, développera un moteur destiné aux avions monocouloirs de 110 à 210 places qui réduira de 16 % la consommation de carburant, de 15 à 20 décibels les émissions sonores et de 60 % les émissions d'oxyde d'azote. Le groupe travaille aussi sur une technique, dite « open-rotor », qui devrait permettre à terme une amélioration de 25 % de la consommation de carburant et des émissions de dioxyde de carbone.
- Jeudi 18 juin 2009 :
  - Les producteurs européens de lait, venus d'Allemagne, de France, de Belgique mais aussi de Suisse, ont manifesté avec des centaines de tracteurs, à Bruxelles à l'occasion du sommet des dirigeants de l'UE, pour protester contre la brutale chute des prix qui met selon eux leur existence en danger. Ils demandent un relèvement des tarifs, via notamment une limitation de la production dans l'Union européenne, ainsi que des aides financières[37].
  - Les chefs d'État et de gouvernement de l'UE, réunis en sommet, ont conclu un accord de principe pour renforcer la supervision financière afin d'éviter une nouvelle crise comme celle qui a ébranlé l'Europe à partir de septembre 2008. La réforme prévoit notamment la création d'un « comité européen du risque systémique », qui avertirait les autorités nationales et émettrait des recommandations quand il détecte un problème important. Elle prévoit aussi de mettre en place trois nouvelles autorités paneuropéennes chargées de la surveillance des banques, des assureurs et des marchés financiers. Elles remplaceraient des comités consultatifs existants, en leur donnant un vrai pouvoir décisionnel.
- Vendredi 19 juin 2009 :
  - Le Conseil européen a levé le dernier obstacle à la tenue d'un nouveau référendum en Irlande, en s'accordant sur les garanties visant à rassurer ce pays qui avait rejeté le texte en juin 2008. Ils ont accepté de consigner ces assurances dans un « protocole » juridiquement contraignant, soumis à ratification après l'entrée en vigueur du traité, ainsi que le demandait Dublin.
  - Le constructeur aéronautique Airbus a engrangé 127 commandes, dont 58 fermes, et engagements d'achats au salon aéronautique du Bourget, atteignant 12,9 milliards de dollars. Depuis le début de l'année, Airbus a engrangé 150 commandes d'avions.
  - La Commission européenne annonce vouloir aider financièrement l'Ukraine et éviter à l'Europe une nouvelle crise gazière, avec la participation d'institutions internationales. Les responsables russes ont multiplié les mises en garde ces dernières semaines, estimant que l'Ukraine en raison de la grave crise économique qui frappe le pays, serait dans l'impossibilité de payer ses factures et de remplir cet été ses réservoirs en prévision de la saison hivernale. Moscou a évoqué le danger d'une nouvelle rupture en conséquence de ses livraisons de gaz à l'Europe, qui transitent par l'Ukraine.
- Lundi 22 juin 2009 :
  - Les ministres de l'Agriculture ont adopté un projet de réglementation concernant « les nouveaux aliments », se prononçant pour un encadrement plus strict de la commercialisation d'aliments tirés d'animaux clonés, sans aller jusqu'à leur interdiction pure et simple réclamée par les eurodéputés et des ONG. Ce projet concerne toute une série de produits exotiques allant des algues au plancton jusqu'aux larves de scarabées, mais aussi et surtout les produits alimentaires tirés d'animaux clonés et de leur progéniture, visant à stimuler le développement et la mise sur le marché de l'Union « d'aliments innovants sûrs », tout en garantissant « un niveau élevé de sécurité des aliments et de protection de la santé humaine »[38].
  - Les ministres de la Défense des sept pays partenaires du futur Airbus A400M tiennent à Séville (sud) une réunion capitale pour l'avenir de l'avion de transport militaire, devant décider de l'octroi ou non d'un délai de six mois pour renégocier le contrat. Victime d'importantes difficultés de mise au point, l'avion accuse un retard d'au moins trois ans[39].
- Mercredi 24 juin 2009 :
  - La Commission européenne annonce vouloir traîner la France devant la Cour européenne de justice pour non assistance au Grand Hamster, menacé d'extinction par les agriculteurs en Alsace, son dernier territoire. Pour sa survie, le Grand Hamster aurait besoin d'un territoire protégé de 240 000 hectares, or l'espèce a été cantonnée dans une réserve de 3 490 hectares et elle est désormais menacée d'extinction[40].
  - Le sidérurgiste anglo-néerlandais Corus, filiale de l'indien Tata Steel et deuxième producteur d'acier en Europe, annonce qu'il allait supprimer jusqu'à 2 045 emplois supplémentaires, principalement au Royaume-Uni, après en avoir supprimé 3 500 en début d'année.

### Juillet 2009
- Mercredi 1er juillet 2009 :
  - La Suède succède pour 6 mois à la République tchèque à la tête du Conseil de l'Union Européenne[41].
  - Selon l'agence européenne Eurofound, s'appuyant sur les résultats d'un sondage européen de 2007, environ 5 % des travailleurs européens travaillent au noir, dont un sur cinq dans le secteur des services domestiques (ménage, garde d'enfants et soins aux personnes âgées). Le rapport met en évidence de grandes différences entre les pays dans le taux d'emplois non déclarés : Danemark (18 %), Lettonie (15 %), Pays-Bas (13 %), Estonie (11 %) Suède (10 %). En France ou en Belgique, le taux ne dépasse pas 6 %. Il tombe même à 3 % en Allemagne, en Espagne, en Italie ou au Portugal.
- Jeudi 2 juillet 2009 : Selon Eurostat, le taux de chômage dans la zone euro a atteint 9,5 % en mai, son plus haut niveau depuis mai 1999, soit 273 000 chômeurs de plus pour un total de 15,013 millions. Dans l'ensemble de l'Union européenne, le taux de chômage a atteint 8,9 % en mai, à son plus haut niveau depuis juin 2005.
- Lundi 6 juillet 2009 :
  - La Commission européenne met en garde contre la poursuite sans fin de mesures de relance dans l'UE compte tenu de l'ampleur des déficits publics, au moment où la France prépare le lancement d'un vaste emprunt d’État visant à stimuler les dépenses d'investissement. Le commissaire aux Affaires économiques Joaquin Almunia estime que l'heure n'était « pas aux mesures de stimulation » de l'économie « mais à l'assainissement du système financier » pour regagner la confiance des acteurs économiques, ainsi qu'à la « consolidation » pour réduire les déséquilibres. Le président de la Commission européenne José Manuel Barroso « ne pense pas que la solution soit de continuer indéfiniment les politiques d'expansion » économique, « la solution est de revenir le plus vite possible à des finances publiques saines » et à une politique budgétaire « soutenable » à moyen terme.
  - Le président de l'Eurogroupe Jean-Claude Juncker estime que la zone euro n'est pas menacée par un danger de déflation malgré le recul des prix à la consommation de 0,1 % qu'elle a enregistré en juin, pour la première fois de son histoire. Ce phénomène devrait durer plusieurs mois à cause de la baisse des prix de l'énergie depuis l'été dernier mais aussi par la crise économique.
- Mercredi 8 juillet 2009 :
  - Selon Eurostat, la zone euro a enregistré au premier trimestre 2009 un recul record de 2,5 % de son Produit intérieur brut par rapport au trimestre précédent, après -1,8 % au 4e trimestre 2008, -0,4 % au 3e et -0,3 % au 2e. Sur un an, le recul du PIB est de -4,9 % par rapport au premier trimestre de 2008.
  - La Commission européenne veut promouvoir des médicaments génériques moins chers en s'attaquant aux pratiques anticoncurrentielles du secteur pharmaceutique qui freinent leur développement via des procès interminables ou des ententes entre laboratoires. Selon une enquête, ces pratiques ont renchéri de 20 % les dépenses de santé des citoyens européens entre 2000 et 2007. Les génériques, copies de médicaments dont les brevets ont expiré, sont commercialisées en moyenne 40 % moins chers que leurs modèles de marque deux ans après leur entrée sur le marché, un argument de poids face aux déficits de beaucoup de systèmes d'assurance maladie européens. La Commission préconise la mise en place d'un brevet communautaire et d'un système de règlement des litiges spécialisé en matière de brevets en Europe[42].
  - La Commission européenne a infligé des amendes pour cartel de 553 millions d'euros chacune aux groupes énergétiques français GDF Suez et allemand E.ON pour infraction aux règles européennes concernant les livraisons de gaz naturel via le gazoduc Megal. Les deux entreprises s'étaient mises d'accord pour ne pas vendre le gaz acheminé sur le marché national de l'autre partie. C'est la deuxième plus grosse amende de ce type jamais imposée dans l'UE[43].
- Vendredi 10 juillet 2009 : La Commission européenne annonce une nouvelle contribution de 72 millions d'euros pour financer en 2009 et 2010 les projets prioritaires de l'Union pour la Méditerranée censée redonner de l'élan aux relations euro-méditerranéennes. Le 13 juillet 2008, lors du sommet de lancement de cette nouvelle organisation, six "projets régionaux concrets" avaient été identifiés pour un coût total estimé à plus de 2 milliards d'euros : La Commission a débloqué 22 millions d'euros pour la dépollution de la Méditerranée, 7,5 millions pour la construction d'autoroutes maritimes et terrestres, 5 millions pour le plan solaire méditerranéen, 32 millions pour la FEMIP (facilité euro-méditerranéenne d'investissement et de partenariat qui prête au secteur privé) et 1 million pour l'université euro-méditerranéenne de Portoroz (Slovénie).
- Mardi 14 juillet 2009 : La production industrielle dans la zone euro s'est redressée de 0,5 % en mai comparé à avril, sa première hausse mensuelle depuis août 2008.
- Jeudi 16 juillet 2009 : Le Parlement islandais s'est déclaré favorable au dépôt d'une candidature d'adhésion à l'Union européenne par 33 députés "pour", 28 "contre" et 2 "abstentions". Le ministre de l'Agriculture et de la pêche Jon Bjarnason a voté "contre". L'application des quotas européens sur la pêche est le principal obstacle à l'entrée de l'Islande comme 28e pays de l'UE, alors que Reykjavik applique déjà par ailleurs une très grande partie de la réglementation européenne de par son appartenance à l'espace économique européen. Au terme des négociations le peuple islandais décidera par référendum.
- Vendredi 17 juillet 2009 : La balance commerciale des 27 pays de l'UE accuse un déficit de 6,8 milliards d'euros en mai contre un déficit de 7,8 milliards d'euros en avril. La zone euro connaît un excédent commercial de 1,9 milliard d'euros en mai après 2,7 milliards en avril.
- Samedi 18 juillet 2009 : Le président de la Banque centrale européenne Jean-Claude Trichet déclare : « D'une manière générale, les Européens de la zone euro dépensent, en proportion du produit intérieur brut, plus que les autres pays industrialisés (...), et au sein de la zone euro, la France a la plus importante dépense publique [...] je crois que ce qui est très important, c'est de définir les priorités, de faire la repriorisation de l'ensemble des dépenses [...] quand vous dépensez plus que les autres, c'est probablement qu'il y a beaucoup de dépenses qu'il faudrait éviter de faire [...] on dépense trop, il faut diminuer les dépenses ».
- Jeudi 23 juillet 2009 : Le secrétaire d’État français chargé des Affaires européennes, Pierre Lellouche, estime que l'Union européenne doit aider la Grèce à faire face à l'afflux migratoire et faire pression sur la Turquie pour qu'elle contrôle mieux ses frontières. Plus de 150 000 immigrés clandestins avaient été interpellés en 2008 par les autorités grecques en provenance de Turquie, « par où transite une grande partie des clandestins avant d'arriver, par voie maritime ou terrestre, en Grèce ». La Commission européenne a récemment averti les pays membres de l'UE que l'afflux de migrants et de réfugiés menaçait de déstabiliser certains pays comme la Grèce si leurs partenaires de l'UE les laissaient seuls face à ce problème[44].
- Vendredi 24 juillet 2009 :
  - Le groupe Eurotunnel annonce une perte de 8 millions d'euros sur le premier semestre, contre un bénéfice de 22 millions d'euros un an auparavant, en raison d'une activité perturbée par l'incendie du tunnel sous la Manche qui a eu lieu en septembre 2008. La pleine capacité du tunnel a été retrouvée seulement le 10 février 2010 pour les navettes d’Eurotunnel et le 23 février pour Eurostar. Le résultat de l'exercice 2009 sera positif si la totalité des indemnités liées à l'incendie sont versées avant la fin de l'année par les assureurs.
  - Le secrétaire d’État allemand à l'Environnement Matthias Machnig estime que l'idée française d'imposer une « taxe carbone » aux frontières de l'UE à tous les pays non signataires des accords internationaux sur le climat serait vue comme « une nouvelle forme d'éco-impérialisme »[45].
  - Les sept ministres de la Défense des pays partenaires du futur avion de transport militaire Airbus A400M ont signé au Castellet un accord de négociation globale définissant les modalités de la poursuite du programme.
  - L'ensemble des 27 pays de l'UE sont convenus que la Croatie satisfaisait aux critères d'adhésion sur le chapitre de la libre circulation des travailleurs, mais la Slovénie « a émis des réserves » et a mis son veto à l'adoption du chapitre 14 sur la libre circulation des travailleurs. Le gouvernement de Ljubljana bloque les négociations d'adhésion de la Croatie à l'UE en raison d'un conflit frontalier. Les deux pays revendiquent chacune, depuis leur indépendance de l'ex-Yougoslavie en 1991, des bandes frontalières terrestres et maritimes sur l'Adriatique.
- Lundi 27 juillet 2009 :
  - Selon la présidence suédoise de l'UE, l'Islande ne bénéficiera pas d'une « procédure accélérée » pour intégrer l'Union européenne, même si l'île est plus avancée que les autres pays qui frappent à la porte du bloc des 27, « mais clairement la route sera moins longue pour l'Islande dans la mesure où ils sont déjà membres du marché commun et de l'espace Schengen » sans frontières, ce qui fait qu'elle applique déjà près de trois quarts des lois européennes. La prochaine étape technique est celle de la transmission de la demande de candidature[46].
  - Les ministres des Affaires étrangères de l'UE, réunis à Bruxelles, ont entériné l'interdiction du commerce des produits dérivés du phoque, malgré les menaces du gouvernement canadien de saisir l'Organisation mondiale du commerce. Cette interdiction avait été approuvée en mai par le Parlement européen qui s'était prononcé en faveur de l'interdiction d'importer et de vendre dans l'UE des produits dérivés des phoques pour protester contre une chasse jugée « répugnante ». Trois pays (Danemark, Roumanie et Autriche) se sont abstenus lors du vote, tous les autres ont voté pour. L'embargo entrera en vigueur pour la prochaine campagne de chasse, en 2010[47].
  - Les ministres des Affaires étrangères de l'UE ont prolongé « pour 12 mois supplémentaires » la mission d'observation en Géorgie, mise en place après la guerre de 2008. L'actuelle mission compte près de 300 personnes, des policiers et gendarmes pour l'essentiel et son objectif est de faire respecter l'accord de cessation des hostilités. Elle est la seule sur le terrain depuis que Moscou a refusé le renouvellement de celles de l'OSCE et de l'ONU, mais contrairement à ces dernières, les Européens n'ont jamais obtenu l'accès aux républiques sécessionnistes [48].
  - Les ministres des Affaires étrangères de l'UE ont accepté de négocier un accord permettant aux États-Unis de continuer à accéder temporairement aux informations bancaires du réseau Swift dans le cadre de la lutte antiterroriste, mais « seulement à la suite d'une vérification de la légalité de leurs demandes et sous contrôle judiciaire strict ». Cette initiative suscite de nombreuses craintes en Europe[49].
- Mardi 28 juillet 2009 : Selon la Banque centrale européenne, au premier semestre 2009, le nombre de faux billets en euros saisis a augmenté de 17 % atteignant 413 000 contrefaçons. Les coupures de 20 et 50 euros ont été les plus contrefaites[50].

### Septembre 2009
- Jeudi 17 septembre 2009 : La commissaire européenne chargée de la défense des consommateurs, Meglena Kuneva, dénonce les banques françaises qui comptent en Europe parmi les championnes des frais cachés élevés et incompréhensibles pour leurs clients, mais aussi espagnoles, italiennes et autrichiennes, considérées comme les plus onéreuses pour leurs services et accusées de cacher les frais imputés aux comptes de leurs clients et de ne pas suffisamment les informer[51].

### Octobre 2009
- 2 octobre : second référendum pour la ratification du traité de Lisbonne en Irlande. Le « oui » l'emporte à 67,1 %.
- 21 octobre : adoption du traité de Lisbonne par le Dáil Éireann (chambre basse du Parlement irlandais).
- 22 octobre : adoption du traité de Lisbonne par le Sénat irlandais.

### Novembre 2009
- Jeudi 19 novembre 2009 : Le premier ministre belge Herman Van Rompuy est nommé au nouveau poste de président du Conseil européen et la diplomate britannique Catherine Ashton est nommé haut-représentante aux Affaires étrangères.
- Vendredi 27 novembre 2009 : Le français Michel Barnier est nommé commissaire au Marché intérieur.

### Décembre 2009
- 1er décembre : entrée en vigueur du traité de Lisbonne mettant fin à la structure en pilier de l'Union européenne.

## Compléments